# Russische Revolutie
De Russische Revolutie (Russisch: Русская революция, Russkaja revoljoetsija) was een grootschalige omwenteling in het keizerrijk Rusland tijdens de eerste decennia van de twintigste eeuw. In zekere zin was er sprake van een reeks van revoluties. Deze hadden de verdwijning van het tsaristische regime en de oprichting van de Sovjet-Unie, de eerste communistische staat ter wereld, tot gevolg. Bij de Februarirevolutie in 1917 werd de tsaar afgezet en vervangen door de Voorlopige Regering. Bij een volgende machtsgreep, de Oktoberrevolutie, werd de Voorlopige Regering vervangen door een bolsjewistische (communistische) regering onder leiding van Vladimir Lenin. Hierna brak er een burgeroorlog uit tussen de "Roden" (bolsjewieken/communisten) en de "Witten" (liberalen, mensjewieken, sociaal-revolutionairen en Russische adel) en "Zwarten" (anarchisten van Nestor Machno), die meerdere jaren duurde. Uiteindelijk wonnen de bolsjewieken. Op deze manier had de revolutie de weg vrijgemaakt voor de Unie van Socialistische Sovjetrepublieken (USSR).
De Russische Revolutie was een van de meest ingrijpende gebeurtenissen van de twintigste eeuw. De bolsjewieken streefden naar een totale herstructurering van maatschappij en economie. Het was hun bedoeling een wereldrevolutie tot stand te brengen.

## Oorzaken en uitkomst
Zoals iedere grote omwenteling had ook de Russische Revolutie tal van oorzaken, waaronder de rigiditeit van het politiek bestel. De liberaal Peter Struve was van mening dat de wortels van de revolutie waren gelegd tijdens het bewind van keizerin Anna (1730 t/m 1740). Om de troon te verwerven had Anna verregaande beloften aan de adel moeten doen waardoor de macht van de tsaar dan wel tsarina sterk werd beperkt. Kort na haar troonsbestijging verklaarde zij haar toezeggingen nietig. Een volgende poging om de macht van de tsaar te beperken vond pas plaats in 1825 tijdens de Dekabristenopstand.
Richard Pipes wijst erop dat de aanwezigheid van een intellectuele elite, de intelligentsia, een noodzakelijke voorwaarde is voor een revolutie. Zonder politiek program, zonder ideologie kan geen revolutie plaatsvinden. "Opstanden gebeuren bij toeval; revoluties worden gemaakt." Kenmerkend voor Rusland was het bestaan van een relatief grote en actieve groep radicale intellectuelen, die er bewust naar streefde aan de macht te komen.
Een complex van factoren was de oorzaak van het verloop van de gebeurtenissen en het uiteindelijk resultaat van de revolutie. Orlando Figes wijst op de afwezigheid van onafhankelijke staatsinstellingen naast de monarchie, de geringe invloed van liberalen, de geïsoleerdheid van de boerenmassa en het fanatisme van de revolutionaire beweging in Rusland.
De revolutie leidde uiteindelijk niet tot een democratischer of liberaler regime in Rusland. Integendeel, de despotie van de tsaren bleek niet opgewassen tegen de combinatie van binnenlandse spanningen en een moderne oorlog. De anarchie die op de ineenstorting van het regime volgde, maakte de weg vrij voor de stalinistische dictatuur.

## Afbakening
Grote historische gebeurtenissen hebben zelden een duidelijk afgebakend begin- en eindpunt. De Russische Revolutie is wat dat betreft geen uitzondering. Veel studies behandelen hoofdzakelijk de gebeurtenissen in de jaren 1917, 1918, 1919 en 1920. Orlando Figes en Richard Pipes komen allebei tot een ruimere invulling van het begrip. Pipes constateert dat er vanaf de jaren 60 van de negentiende eeuw een revolutionaire beweging in Rusland actief was. Nadat de bolsjewieken de burgeroorlog in 1922 hadden gewonnen, duurde het enkele jaren voordat zij hun politiek program daadwerkelijk konden uitvoeren. Pas aan het eind van de jaren 20 kregen de revolutionairen de kans hun ideologie in de praktijk te brengen. Pipes ziet de dood van Stalin (1953) als het keerpunt: het door de revolutie opgebouwde systeem werd nadien gaandeweg afgebroken.

## Voorgeschiedenis
Het Russische Rijk was aan het einde van de negentiende eeuw een van de weinige landen in Europa waar de macht van de vorst vrijwel onbeperkt was. Sinds 1613, het jaar waarin de bojaren de kroon aan Michaël I hadden aangeboden, werd het land geregeerd door de Romanovs. Zij hadden het rijk in alle windrichtingen uitgebreid.
Rond 1900 telde het Russische Rijk ongeveer 126 miljoen inwoners. In 1897 was er voor het eerst een volkstelling gehouden. Volgens de telling waren de 56 miljoen Russen (Groot-Russen) weliswaar de grootste nationale groep binnen het rijk, maar desondanks een minderheid. Andere Oost-Slavische volkeren waren de Oekraïners of Klein-Russen en de Wit-Russen. Door de 22 miljoen Oekraïners en de Wit-Russen als Russen te beschouwen - zoals de regering deed - leek de meerderheid van de bevolking uit Russen te bestaan. Iedere oprisping van Oekraïens nationalisme werd door de regering onderdrukt.
Naar omvang was het Russische Rijk de vijfde economie ter wereld. Ruim driekwart van de bevolking was boer. De landbouw was de belangrijkste sector van de economie. Rusland exporteerde hoofdzakelijk landbouwproducten.
De politieke en sociale structuur van Rusland verschilde fundamenteel van West-Europese staten. De bureaucratie was zeer machtig, de sociale mobiliteit gering. Het rijk probeerde een leidende rol te spelen in de internationale politiek; het was een van de grote mogendheden. Om internationaal bij te blijven was modernisering van de economie noodzakelijk; die was dan ook relatief modern en dynamisch. De dynamiek van de economie ondermijnde de traditionele, rigide structuren. In de praktijk beperkte ook de uitgestrektheid van het rijk de macht van de tsaren. Veel beslissingen werden feitelijk genomen door de bureaucratie.
Peter de Grote (1682-1725) had de positie van de tsaar in zijn militaire verordening van 1716 als 'onbeperkt' en 'autocratisch' soeverein vastgelegd. Zijn verordening bleef tot het begin van twintigste eeuw van kracht. Ook alle wetgevende macht berustte bij de tsaar. Het idee van een grondwet, die hun macht zou beperken, was de meeste tsaren een gruwel. Peter de Grote had Rusland ook een nieuwe hoofdstad gegeven: Sint-Petersburg. Midden in de Neva had hij de Petrus- en Paulusvesting laten bouwen. De vesting was het symbool van het autocratisch bewind van de tsaren. Binnen de vesting was ook de beruchte gevangenis, waar vele politieke gevangenen gevangen werden gehouden.

### Alexander II en Alexander III
In 1861 schafte tsaar Alexander II de lijfeigenschap af. De boeren moesten hoge belastingen betalen aan de overheid en schadevergoedingen voor de afschaffing van de lijfeigenschap betalen aan de edellieden. De voormalige lijfeigenen konden een stuk land kopen en sloten daarvoor hypotheken af, waarvoor ze rente aan de bank moesten betalen. De bevrijde boeren werden eigenaar van kleine stukjes land of pachtten land van de grootgrondbezitters. De 75 miljoen agrarische gezinshoofden bezaten gezamenlijk slechts 1/3 van het land, terwijl de rest in eigendom bleef van de grootgrondbezitters, zoals de adel, de keizerlijke familie en de kerk. De vrijmaking van de boeren zorgde daardoor niet voor een grote verbetering voor de boeren. Voornamelijk studenten en andere "intelligentsia" sloten zich aan bij de narodniki. Idealistische leden van de intelligentsia, veelal afkomstig uit de middenklasse, hoopten het leven van de boeren te verbeteren. Tegelijkertijd idealiseerden zij het boerenleven. De narodniki moesten hun activiteiten in het geheim ontplooien. De autoriteiten bezagen hen met groot wantrouwen. Velen van hen werden naar Siberië verbannen. De organisatie Narodnaja Volja (Volkswil) voerde op 1 maart 1881 een aanslag uit op tsaar Alexander II. De narodniki gooiden twee bommen naar de keizerlijke koets, waarbij Alexander II om het leven kwam.
De opvolger van Alexander II, tsaar Alexander III, sloeg deze groepen met grof geweld neer. Vele opstandelingen werden naar Siberië getransporteerd. Veel latere communisten, onder wie Vladimir Lenin, Jozef Stalin en Leon Trotski, zaten in Siberië vast. Alexander III draaide de decentralisering van zijn vader terug en verving het door het oude, bureaucratische, centrale bestuur. De elite die het rijk bestuurde, had een uitgesproken aristocratisch karakter. Dit gold in het bijzonder voor de hoogste rangen van de bureaucratie. Om carrière te maken binnen de bureaucratie was het van groot belang om over de juiste relaties te beschikken. Bijna iedereen die tot deze elite behoorde, was lid van de keizerlijke zeilvereniging. De elite en de boeren waren verregaand van elkaar vervreemd. De elite was sterk verwesterd en stond onder invloed van westerse ideeën. De boerenmassa was het oude Rusland trouw gebleven. De boeren betaalden belasting en dienden in het leger, maar zagen de staat als een vijandige macht.
In 1891 werd het zuidoosten van Rusland, het gebied rond de Wolga, getroffen door een zware hongersnood. Er was in de winter weinig sneeuw gevallen, terwijl de vorst vroeg was ingetreden. Er volgde een lange zomer waarin heel weinig regen viel. Op veel plaatsen viel er gedurende drie maanden geen regen. Een groot deel van het vee stierf; de roggeoogst bedroeg in de zwaarstgetroffen regio nog niet het twintigste van een gemiddelde oogst. Zeventien provincies tussen de Oeral en de Zwarte Zee werden door de ramp getroffen. In het getroffen gebied leefden 36 miljoen mensen. Velen van hen vluchtten weg. In 1892 sloegen cholera en tyfus toe; ongeveer een half miljoen mensen vond als gevolg hiervan de dood. Er kwam grote kritiek op de overheid, omdat die pas medio augustus een exportverbod op graanproducten invoerde.

### Nicolaas II
Alexander III overleed in 1894 en werd opgevolgd door zijn zoon, Nicolaas II. Nicolaas was een gelovig man, in zichzelf gekeerd en ervan overtuigd dat hij net als alle andere tsaren de door God aangewezen autocraat van Rusland was en dat hij daardoor niemand verantwoording schuldig was. Nicolaas II zei in 1902: “Ik beschouw Rusland als privaat grondbezit, waarvan de tsaar de eigenaar is, de adel het bestuur, en de boeren de arbeiders.” De tsaar zag zichzelf als de belichaming van God op aarde. Hij stond daarom boven de wet en regeerde volgens zijn eigen opvattingen. Nicolaas II beweerde dat zijn beleid “door God was ingegeven”. Tot 1905 was het strafbaar om van de Russisch-orthodoxe kerk over te stappen naar een ander geloof of andere christelijke stromingen. Filosofische en religieuze boeken werden gecontroleerd door de kerkelijke censuur. Overspel en "godslastering" werden berecht in kerkelijke rechtbanken. De kerkelijke rechtbanken veroordeelden ook mensen wegens toverij.
Al bij het aantreden van Nicolaas II in mei 1896 ging het verkeerd. Op het Chodynkaveld, even buiten Moskou, vond op 18 mei 1896 een groot feest plaats naar aanleiding van de kroning. Tijdens de feestelijkheden waren gratis kroningssouvenirs te verkrijgen - bekers, glazen en doeken - en er deden geruchten de ronde dat er zelfs vee en huisjes weggegeven werden. Op het feest kwam een half miljoen mensen af. In de drukte ontstond paniek, waarbij meer dan duizend mensen werden doodgedrukt. Nicolaas en Alexandra besloten echter de festiviteiten daarna niet af te gelasten, maar door te feesten. Veel Russen schilderden deze keuze af als een gebrek aan empathie voor land en volk. Nicolaas II en zijn vrouw hadden meteen een slechte naam.
Volgens de volkstelling van 1897 vormden de etnische Russen ongeveer 44% van de bevolking en waren ze de langzaamst groeiende bevolkingsgroep. Minderheidstalen waren verboden in rechtbanken, scholen, universiteiten, literatuur en straatnamen. Het was verboden om het woord Oekraïne af te drukken.
De Ochrana, de geheime politie, hield iedereen scherp in de gaten. Zij infiltreerde zelfs in revolutionaire bewegingen door middel van spionnen. Er ontstonden politieke partijen, die, hoewel ze vaak een semi-illegaal bestaan leidden, toch groeiden. In 1898 ontstond de Sociaaldemocratische Arbeiderspartij, die uiteenviel in de mensjewieken en de bolsjewieken.
In 1901 ontstond de Sociaal-Revolutionaire Partij, die door de regering het meest gevreesd was vanwege haar groot aantal leden, de aanslagen die zij pleegde en de boerenopstanden die zij aanmoedigde. In 1905 ontstond de Constitutioneel-Democratische Partij (ook bekend als de kadetten). Deze partij was, in tegenstelling tot de andere, gematigd. Ze wilde een democratische staat met een grondwet, een parlement en algemeen kiesrecht. Als dit niet stap voor stap te bereiken was, waren haar leden wel bereid tot een revolutie.

## De revolutie van 1905 en haar gevolgen

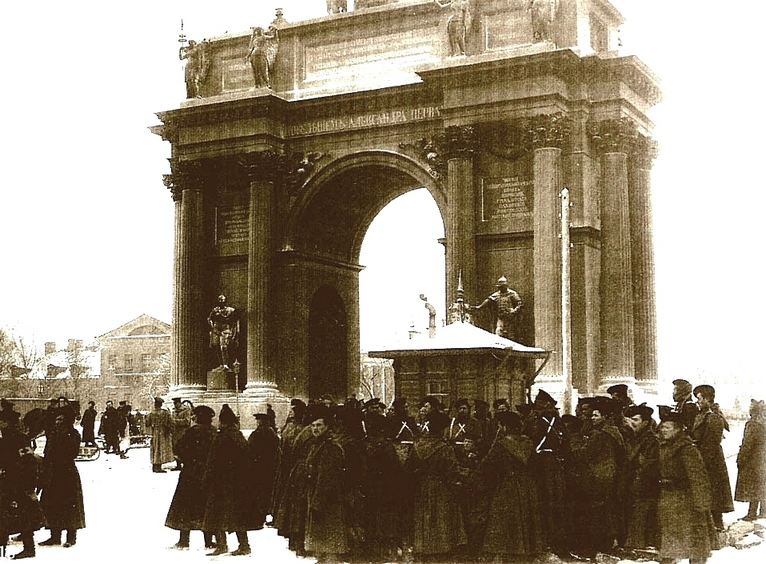
Soldaten blokkeren de triomfboog bij het Winterpaleis op Bloedige Zondag, 1905.

De Russische nederlagen in de Russisch-Japanse Oorlog van 1904 en de daarmee gepaard gaande economische problemen leidden tot grote ontevredenheid en onrust in het tsarenrijk. Op zondag 9 januari 1905 (volgens de gregoriaanse kalender 22 januari) liepen 150.000 mensen met kerkvaandels, religieuze iconen en afbeeldingen van de tsaar naar het Winterpaleis in Sint-Petersburg om een petitie aan de tsaar te overhandigen. De petitie smeekte de tsaar om arbeidsrechten en economische hervormingen door te voeren. De demonstranten werden aangevallen door het leger, waarbij er tussen 200 en 4600 doden vielen. De dag staat sindsdien bekend als Bloedige Zondag. Dit leidde tot demonstraties in verschillende steden, waarbij in sommige gevallen demonstranten gedood werden. Dit leidde onder andere tot de Łódź-opstand, waarbij 200 tot 800 mensen omkwamen. Op 14 juni 1905 (o.s.) brak er een muiterij uit op de kruiser Potjomkin. Op het platteland werden verschillende boerenrepublieken opgericht met hun eigen bestuur. Op initiatief van de Bond der Bonden werden er ook arbeidsraden (sovjets) opgericht. De Bond der Bonden was een door liberalen en mensjewieken opgerichte vereniging van verschillende vakbonden. In Moskou en Sint-Petersburg waren grootschalige opstanden. De tsaar steunde de Zwarte Honderden die liberalen, socialisten en Joden aanvielen en vermoordden. Tussen half oktober 1905 en april 1906 waren er volgens de autoriteiten ongeveer 15.000 mensen geëxecuteerd en ongeveer 20.000 mensen doodgeschoten of verwond tijdens de gevechten. Tussen april 1906 en 1909 werden ruim 5000 politieke gevangenen ter dood veroordeeld. Er zijn geen officiële cijfers van vóór oktober 1905 bekend. Uiteindelijk werden de protesten onderdrukt, maar met het 'Oktobermanifest' beloofde de tsaar hervormingen. De tsaar was gedwongen door de Revolutie van 1905 om een parlement (de Doema) in te stellen. Volgens het Oktobermanifest moesten nieuwe wetten door dit parlement bekrachtigd worden. De tsaar had echter het recht om de Doema op ieder gewenst moment te ontbinden.
Op 27 april 1906 vond de eerste bijeenkomst van de Doema plaats. Al tijdens de openingsceremonie bleek dat de betrokken partijen nauwelijks bereid waren om de kloof tussen monarchie en volk te overbruggen. De Doema had weinig invloed. De eerste Doema werd op 8 juli 1906 ontbonden omdat ze te veel kritiek leverde op de tsaristische regering. De tweede Doema werd in februari 1907 geopend, waarin 54 oktobristen, 98 kadetten, 60 leden van andere centrumrechtse partijen, 65 marxisten, 37 sociaal-revolutionairen, 16 volkssocialisten en 104 troedoviken zitting namen. Premier Stolypin besloot de tweede Doema op te heffen, omdat hij te veel kritiek van de Doema kreeg. De derde Doema werd gekozen volgens een nieuw kiesrecht, waarin de stemmen van de adel, rijken en industriëlen nog meer zwaarte kregen, terwijl de invloed van de boeren en arbeiders bijna nihil werd.
Na de revolutie van 1905 kregen minderheden het recht om in hun eigen taal te publiceren. Na de revolutie van 1905 werden enkele discriminerende wetten tegen rooms-katholieken en protestanten herzien. Nadat het revolutionaire gevaar in 1907 was geweken, werden katholieke scholen weer verboden. De katholieke pers werd vervolgd en verschillende katholieke kerken werden gesloten of omgevormd tot oosters-orthodoxe kerken.
In april 1912 werden 500 mijnwerkers gedood die demonstreerden voor hogere lonen.

## Russische deelname aan de Eerste Wereldoorlog
Tijdens de Eerste Wereldoorlog hoorde Rusland bij de geallieerden en vocht tegen de centralen (Duitsland, Oostenrijk-Hongarije en het Ottomaanse Rijk). De tsaar vond de naam Sint-Petersburg te Duits klinken en veranderde daarom de naam naar Petrograd. De Eerste Wereldoorlog werd de oorzaak voor de ontevredenheid die de Russische Revolutie liet losbarsten. De Eerste Wereldoorlog vormde een splijtzwam die dwars door alle socialistische partijen heen liep. Er was een verdeling tussen defensisten en internationalisten. Defensisten vonden dat Rusland het recht had om zich te verdedigen en vonden dat de centrale mogendheden de agressors waren. De internationalisten wilden vrede sluiten met de Centralen. Lenin was tegen de oorlog en iedereen met een andere mening werd uit de bolsjewistische partij gezet. Jozef Stalin en Lev Kamenev hadden in de Doema uit patriottische overwegingen voor mobilisatie gestemd, maar veranderden hun mening om in de partij te blijven. In tegenstelling tot de mensjewistische internationalisten was Lenin voorstander van defaitisme. Lenin wenste de nederlaag van Rusland en een overwinning voor de Duitsers.
De oorlog verliep slecht voor Rusland en meer dan twee miljoen Russische soldaten stierven in de oorlog. De Russische wapenindustrie had niet genoeg capaciteit om voldoende wapens en munitie aan te leveren. Soldaten kregen te horen dat ze zich moesten beperken tot tien schoten per dag. Daarnaast was er een tekort aan schoenen en laarzen, waardoor vele soldaten in 1916 blootsvoets vochten. De Russische kampementen werden geteisterd door epidemieën van vlektyfus en cholera. Doordat het tsaristische regime veel geld bijdrukte verachtvoudigde de geldhoeveelheid met als gevolg een hoge inflatie. Prijzen schoten omhoog door een tekort aan consumentgoederen. Op momenten dat bijna alle locomotieven in gebruik waren voor militaire transporten waren grote hoeveelheden graan aan het rotten. De calorie-inname van ongeschoolde arbeiders daalde met een kwart en het kindersterftecijfer verdubbelde tussen 1914 en 1916. Er gingen geruchten dat de keizerin (die van Duitse afkomst was) en Grigori Raspoetin voor Duitsland aan het saboteren en spioneren waren, erg veel mensen gaven dan ook Raspoetin en de koninklijke familie Romanov de schuld voor het feit dat het Russische Keizerrijk het niet goed deed in de oorlog, vooral (maar niet alleen) wijzend op de slag om Tannenberg die zich afspeelde in de eerste paar weken van de oorlog. De slag om Tannenberg was een erg grote Russische nederlaag met ongeveer 30.000 gewonden of doden en 100.000 Russen gevangen door de Duitsers. Veel mensen noemen de Russische nederlagen tijdens de Eerste Wereldoorlog hedendaags ''the fuel of the (Russian)revolution'' vertaald naar het Nederlands ''de brandstof voor de (Russische)revolutie'' of  ''de aanleiding van de (Russische)revolutie''. De militaire nederlagen, grootschalige verliezen van manschappen, stijging van prijzen en het gebrek aan voedsel en brandstof voor de burgers leidden tot grote ontevredenheid bij de Russische bevolking.

## Februarirevolutie van 1917

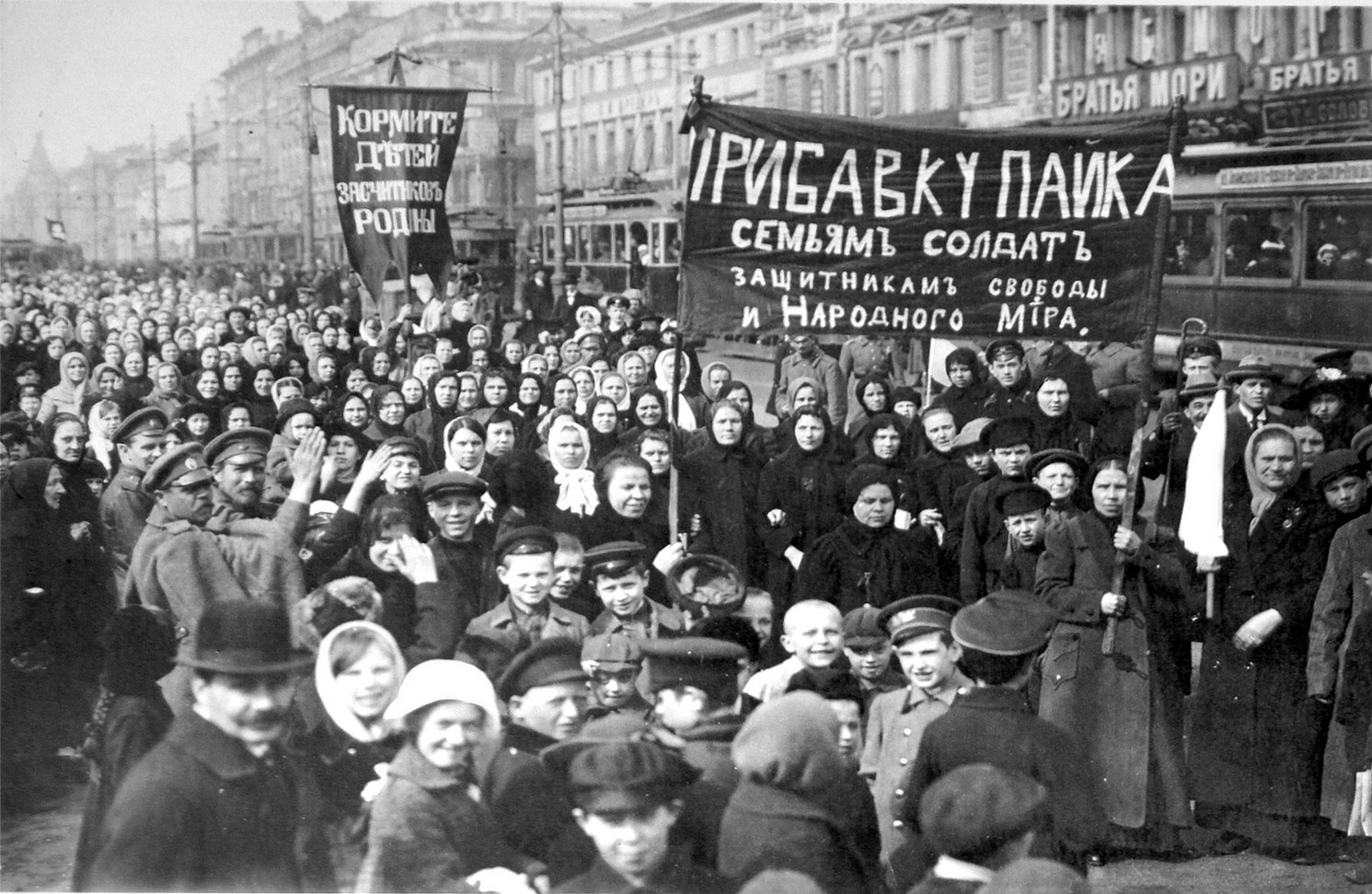
Stakers van de Poetilov-fabriek op 23 februari (o.s.)

In februari stonden vrouwen hele nachten in de broodrij. Op 23 februari (oude stijl, 8 maart in West-Europa) was het Internationale Vrouwendag. Vrouwen demonstreerden in het stadscentrum voor gelijke rechten. Op dezelfde dag begonnen vrouwelijke arbeiders in de Petrogradse wijk Vyborg te staken tegen het broodtekort. Zij riepen de mannen van de nabijgelegen staalfabrieken op om mee te doen met de staking en sloten zich aan bij de vrouwelijke demonstranten in het centrum. Aan het einde van de middag deden ongeveer 100.000 mensen mee met de demonstratie. Op 24 februari gingen 150.000 mensen de straat op in Petrograd. Op 25 februari werd er gestaakt in alle grote fabrieken van Petrograd. Ongeveer 200.000 mensen sloten zich aan bij de staking en demonstraties. Er vonden gevechten plaats tussen de demonstranten en de politieagenten.
De belangrijkste revolutionaire leiders zaten in het buitenland, zoals Lenin en Trotski. Het totale ledental van de bolsjewistische partij in het begin van 1917 werd door de bolsjewistische leider Schapljikov geschat op 10.000.
Op 27 februari werd de Sovjet van Petrograd opgericht. Bij de vergadering van 28 februari waren er ongeveer 600 afgevaardigden gekozen door de arbeiders en soldaten. De soldatenafgevaardigden domineerden de vergadering, want twee derde van de stemgerechtigden bestond uit soldaten. Het aantal afgevaardigden zei niks over de grootte van de groep achter de afgevaardigde, want een groep van tien soldaten kon al een afgevaardigde hebben, terwijl een fabriek met duizenden werknemers ook een afgevaardigde had.
Leden van de Doema weigerden het bevel van de tsaar tot de opheffing van de Doema op te volgen. Deze Doemaleden riepen zichzelf uit tot de officiële leiding van het land. De Sovjet van Petrograd besloot op 1 maart de oprichting van de Voorlopige Regering te steunen. Op 2 maart werd de Voorlopige Regering gevormd. Georgi Lvov werd de minister-president. Op 2 maart stuurde de Doema twee afgevaardigden naar de tsaar met de eis dat hij zou aftreden. Nicolaas trad af namens zichzelf en zijn zieke zoon. Zijn jongere broer Michail weigerde de kroon. Dit betekende de val van de monarchie en dat werd met vreugde onthaald door het merendeel van de bevolking. Er werd feest gevierd in de grote steden van Rusland en ook in gebieden met veel leden van etnische minderheden. Op het platteland, waar veel etnische Russen woonden, werd het einde van de monarchie iets minder gevierd, want veel oude boeren zagen het afzetten van de tsaar als een religieuze zonde. Anderzijds waren er vele dorpen en steden waar grote feesten werden gevierd, waar God werd bedankt voor de val van de tsaar en waar religieuze processies werden gehouden ter ere van de republiek.

## Periode tussen februari en oktober 1917
De Voorlopige Regering voerde vrijheid van meningsuiting, pers en vergadering in. Wettelijke discriminatie van religie, klasse en etniciteit werden afgeschaft net zoals de doodstraf. Er werd algemeen stemrecht voor mannen en vrouwen ingevoerd en voorbereidingen werden begonnen voor de verkiezingen van de Russische Grondwetgevende Vergadering (Constituante). Eerst zouden de verkiezingen beginnen op 17 september, maar dat werd later uitgesteld tot 12 november. De arbeiders en boeren begonnen zichzelf te organiseren in sovjets en fabriekscomités met daarin mensjewieken, sociaal-revolutionairen, bolsjewieken, anarchisten en ideologieloze afgevaardigden.
In de meeste industriële centra in Rusland werden fabriekscomités opgericht om de productie op peil te houden en fabriekssluitingen tegen te gaan. Waar de eigenaren weg waren gevlucht namen de fabriekscomités de macht over, hoewel bij terugkeer van de eigenaren de betreffende fabrieken werden bestuurd door fabriekscomités in samenspraak met de eigenaren. De fabriekscomités zagen toe op de toevoer van grondstoffen en op het ontslagbeleid. Er werden milities opgezet om de fabrieken ’s avonds te bewaken. De meeste fabriekscomités wilden geen arbeiderszelfbestuur, maar zeggenschap van de arbeiders naast het management of eigenaren. Veel fabriekscomités riepen de regering op om hun fabrieken te nationaliseren in navolging van de mensjewieken en bolsjewieken. De anarchisten wilden juist dat de arbeiders zelf het bedrijf zouden besturen en waren tegen nationalisatie. In sommige fabrieken werden bestuursraden gevormd met daarin afgevaardigden van de arbeiders, technici en het management.
Boeren onteigenden stukken land van de grootgrondbezitters, waarna die verdeeld werden door de dorpsraad. Soms ontstonden er gevechten tussen verschillende dorpen over landverdeling, maar die werden opgelost via arbitrage door sociaal-revolutionairen. Veel gemeenschappen wilden wachten met de landverdeling tot de goedkeuring door de Constituante. De Voorlopige Regering liet landcomités oprichten die werden gekozen door de boeren om de orde op het platteland te bewaken en die na toestemming van de Constituante de landherverdeling zou coördineren. De dorpsovjets en landcomités hielden van 4 mei tot 25 mei het eerste Al-Russische Congres van Boerenafgevaardigden dat het onteigeningsproces door de boeren bekrachtigde. De sociaal-revolutionaire minister Viktor Tsjernov gaf in juli het recht aan de landcomités om alvast over de gronden te beschikken en zo nodig te verdelen.
De Voorlopige Regering gaf geen steun aan de wensen van etnische minderheden voor autonomie, want de Voorlopige Regering vond dat alleen de Constituante hierover mocht beslissen. De Voorlopige Regering gaf alleen onafhankelijkheid aan Polen op 16 maart, omdat Polen toentertijd geheel bezet was door Duitsland en Oostenrijk-Hongarije. Tot grote woede van de Voorlopige Regering en de Petrogradse Sovjet riep Finland haar onafhankelijkheid uit op 23 juni. De Voorlopige Regering stuurde troepen om het Finse parlement te ontbinden. De Voorlopige Regering en de Oekraïense Rada kwamen een compromis overeen op 2 juli, waarbij de Rada van Oekraïne werd erkend als autonoom orgaan in Rusland. Dit leidde tot grote woede bij de liberalen, waardoor drie kadetten op 4 juli ontslag namen uit de regering.

### Aprilcrisis
Op 14 maart publiceerde de Petrogradse Sovjet een Oproep aan alle volkeren ter wereld, waarin gepleit werd voor “vrede zonder annexaties of schadeloosstellingen”. De Petrogradse Sovjet vond dat Rusland zichzelf mocht verdedigen en dat er een algemene vredesregeling moest komen waar alle geallieerden en centrale mogendheden aan mee zouden doen. De Voorlopige Regering steunde deze oproep op 27 maart en nam afstand van de imperialistische doeleinden van het voormalige tsaristische regime. Alleen Pavel Miljoekov – de minister van Buitenlandse Zaken – verzette zich tegen de vredesplannen. De Voorlopige Regering stuurde een verklaring met een pleidooi voor vrede naar de ambassades van alle oorlogvoerende landen. Miljoekov voegde zonder toestemming een notitie toe aan de verklaringen die gericht waren aan de geallieerde bondgenoten, waarin hij schreef dat Rusland nog steeds streefde naar een “volledige overwinning”, wat impliceerde dat de imperiale oorlogsdoelen van het tsaristische regime nog van toepassing waren. Op 20 april werden demonstraties gehouden door arbeiders en soldaten in Petrograd nadat het bestaan van deze notitie bekend werd. Een muitend bataljon trok op naar het Mariinskipaleis – de zetel van de Voorlopige Regering – om steun te verlenen aan de Petrogradse Sovjet die tegen de notitie van Miljoekov was. De Petrogradse Sovjet veroordeelde de gewapende demonstratie en riep op tot steun aan de Voorlopige Regering en wilde dat de betogers naar huis gingen. De notitie van Miljoekov werd veroordeeld door de Voorlopige Regering. Miljoekov werd ontslagen en zijn medestander Aleksandr Goetsjkov – de Minister van oorlog – nam zelf ontslag. Op 21 april waren er nieuwe demonstraties en er waren gevechten tussen enerzijds betogers tegen de oorlog en anderzijds voorstanders van de oorlog en monarchisten, waarbij meerdere doden vielen. De Petrogradse Sovjet stemde met 44 stemmen van de 63 voor deelname van meer socialisten aan de Voorlopige Regering als de socialisten op persoonlijke titel zitting namen. De Voorlopige Regering werd opnieuw gevormd met 10 liberalen, 3 sociaal-revolutionairen, 2 mensjewieken en 1 volkssocialist.
In april 1917 kwam Lenin met Duitse hulp terug uit ballingschap met een “verzegelde” treinwagon, dat wil zeggen dat er niet gecontroleerd werd op paspoorten door Duitsers. Lenin had zeventien jaar lang buiten het Russische Tsarenrijk gewoond met uitzondering van een halfjaarlijks verblijf in 1905 en 1906. Lenin leefde van de inkomsten van het landgoed van zijn moeder tot aan haar dood in 1916 en kreeg ook geld uit de partijkas. De Duitse regering hoopte dat Lenin mee kon helpen om Rusland vrede te laten sluiten met de Centralen. Kort na zijn aankomst in Petrograd maakte Lenin zijn aprilstellingen bekend. Lenin eiste de nationalisatie van alle land, banken en het grootkapitaal. Als nationalisatie niet mogelijk was, moesten de sovjets over deze zaken controle uitoefenen. In de ogen van Lenin zouden fabrieken niet door hun werknemers bestuurd worden, maar zouden de fabriekscomités ondergeschikt moeten zijn aan vakbondsfederaties. De meeste leidinggevende bolsjewieken waren tegen de aprilstellingen van Lenin.
Stalin en Kamenev pleitten voor steun aan de Voorlopige Regering met het argument dat er volgens de marxistische theorie eerst een kapitalistische fase moet voorafgaan aan een proletarische revolutie. De lijn van Stalin en Kamenev werd aangenomen door het Al-Russische Congres van de Bolsjewistische Partij van eind maart en hetzelfde congres gaf voorwaardelijke steun aan de Voorlopige Regering en de voortzetting van de oorlog. Op hetzelfde congres werd een onderzoek afgekondigd over de hereniging van de bolsjewieken met de mensjewieken. Lenin was tegen de regering en de mensjewieken. Bij het congres van bolsjewieken in april kreeg Lenin een meerderheid achter zich doordat hij erkende dat de Voorlopige Regering niet direct afgezet moest worden, maar dat er eerst een lange periode van agitatie voor nodig was.
In juni 1917 kwam het eerste Al-Russische congres van Sovjets bijeen met meer dan 800 afgevaardigden, waarvan 285 sociaal-revolutionairen, 248 mensjewieken en 105 bolsjewieken. De bolsjewieken wilden op 10 juni een gewapende demonstratie houden om hun macht te laten zien. De regering zag de acties in juni als een mogelijk voorspel van een bolsjewistische staatsgreep, omdat Lenin op het eerste Al-Russische Congres van de Sovjets had beweerd dat zijn partij klaar was om de macht te grijpen. De Petrogradse Sovjet verbood de demonstraties van 10 juni, waarbij de bolsjewistische leiding besloot om de geplande demonstratie af te blazen.
Wegens de afspraak tussen de Oekraïense Rada en de Voorlopige Regering namen drie liberalen ontslag. Daardoor werd besloten dat premier Lvov vervangen zou worden door Aleksandr Kerenski. Kerenski was lid van het voorlopige comité van de Doema, lid van de Voorlopige Regering en voorzitter van het bestuur van de Petrogradse Sovjet. Kerenski was lid van de SRP. Voor 1917 was hij de parlementaire leider van de troedovoki (Arbeidsgroep) die tegen de wil van het SRP-bestuur meededen aan het parlement, waarbij de arbeidgroepsleden wel lid bleven van de SRP. Kerenski had nauwelijks contact met het sociaal-revolutionaire partijbestuur en opereerde veelal onafhankelijk.

### Julidagen

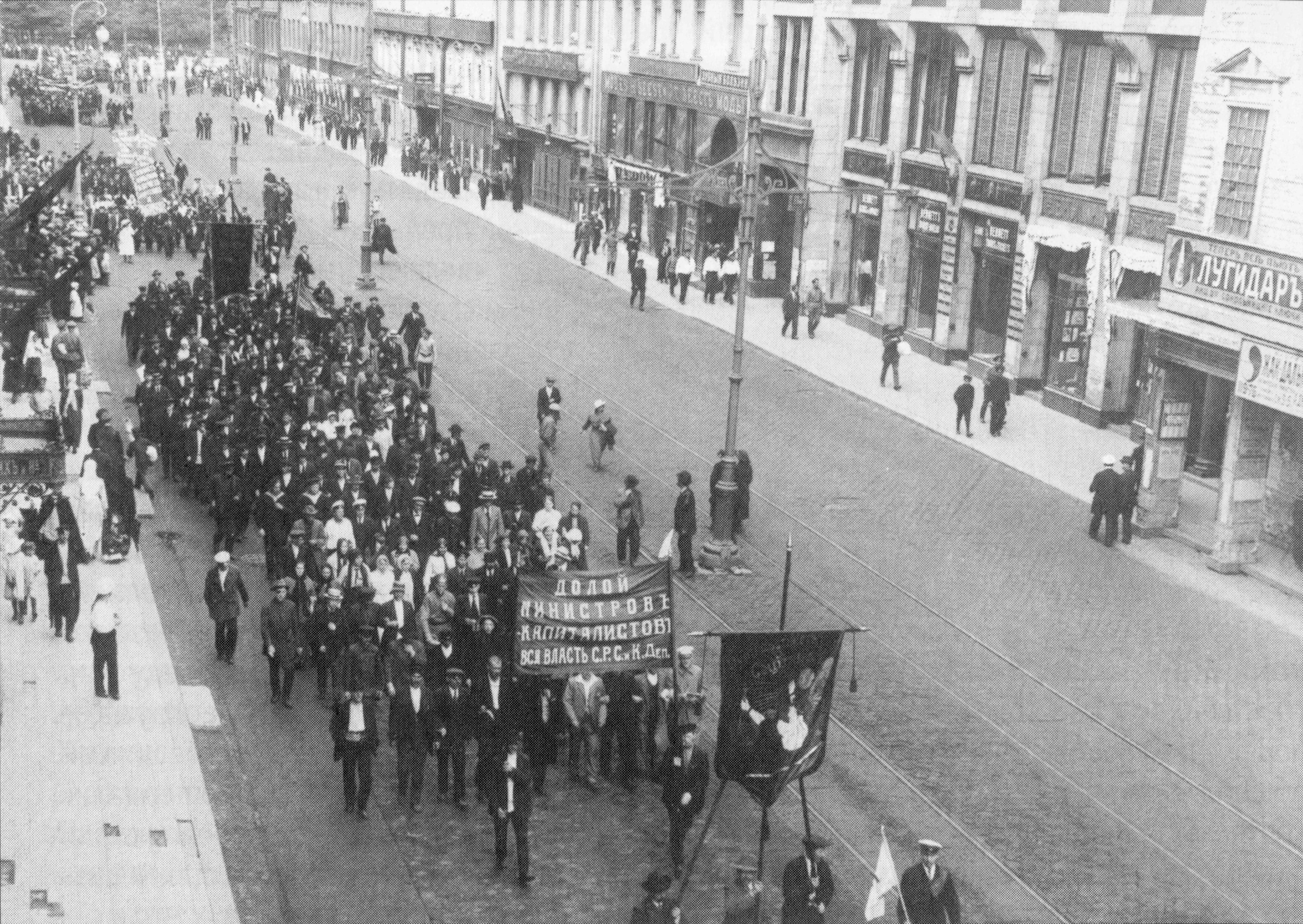
Demonstraties in Petrograd, juli 1917.

Tussen 3 en 7 juli 1917 (o.s.) waren er gewapende demonstraties van bolsjewieken in Petrograd. De leiding van de bolsjewistische partij was tegen de opstand, maar koos er later voor om de opstand te steunen. De soldaten en arbeiders gingen op 3 juli de straat op en gooiden trams omver. Het bolsjewistische bestuur had tot toen opgeroepen tot rust, maar tijdens de afwezigheid van Lenin riep de leiding op tot demonstraties op 4 juli. Een grote groep opstandelingen kwam samen onder het balkon van het bolsjewistische hoofdkwartier, wachtend op Lenin die net was teruggekeerd uit Finland. In eerste instantie wilde Lenin niet spreken, omdat hij niet wist wat te zeggen. Nadat hij was overgehaald, hield Lenin een toespraakje van een paar secondes. Uit het toespraakje was het niet eens duidelijk of Lenin vond dat de opstand voortgezet diende te worden. Teleurgesteld door het uitblijven van een bevel van Lenin gingen deze opstandelingen naar het Taurische Paleis. Deze stoet werd onder vuur genomen, waarbij tientallen demonstranten om het leven kwamen. Op 5 juli kwamen loyalistische troepen aan om de Petrogradse Sovjet en de Voorlopige Regering te steunen. Lenin publiceerde op die dag een artikel in Pravda waarin hij opriep tot een beëindiging van de opstand. Op 18 juli werd het hoofdkwartier van de Sovjet verplaatst naar het Smolny-instituut. Lenin vluchtte naar Finland.

### Kornilov-affaire
Lavr Kornilov werd benoemd tot opperbevelhebber, want dat was een voorwaarde van de kadetten om deel te blijven nemen aan de Voorlopige Regering. Er waren geruchten dat de bolsjewieken eind augustus een staatsgreep wilden plegen. Kornilov pleitte daarom voor de beteugeling van de macht van de soldatencomités en een verbod op soldatenvergaderingen. Na 3 augustus eiste hij de afkondiging van de staat van beleg in het hele land, de wederinvoering van de doodstraf voor burgers, stakingsverbod en een verbod op arbeidersvergaderingen. Kerenski weigerde om deze plannen door te voeren. Op 21 augustus werd Riga veroverd door de Duitsers, wat leidde tot angst dat de Duitsers zouden doorstoten naar Petrograd. Kornilov wilde de Voorlopige Regering dwingen met dreiging van geweld om diens hervormingen te verwezenlijken. Op 26 augustus werd Kornilov beschuldigd door Kerenski van het organiseren van een contrarevolutie. Toen Kornilov werd ontslagen dacht hij – naar eigen zeggen – dat Kerenski door de bolsjewieken was gevangengenomen. Kornilov gaf de opdracht aan zijn troepen om Petrograd in te nemen. De vakbond van spoorpersoneel zorgde dat de soldaten geen beschikking hadden over treinen en saboteerden het spoor. Socialistische agitatoren overtuigden de troepen om de opmars te stoppen. Op 1 september werd Kornilov gearresteerd. De Kornilov-affaire leidde tot afbrokkeling van de steun aan Kerenski, want er waren geruchten dat Kerenski in eerste instantie de opmars van Kornilov had bevolen. Op 31 augustus kregen de bolsjewieken voor het eerst een meerderheid in de Sovjet van Petrograd.
Honderden landhuizen van de adel op het platteland werden aangevallen door boeren. In de provincie Penza werden in september en oktober ongeveer 250 landhuizen geplunderd of in brand gestoken, dat was ongeveer een vijfde van alle landhuizen in de provincie. Ongeveer een miljoen soldaten deserteerden uit het leger tussen maart en oktober 1917, waarbij het merendeel van de deserteurs bestonden uit leden van etnische minderheden.

## Oktoberrevolutie van 1917
De Oktoberrevolutie was een staatsgreep door de bolsjewieken onder leiding van Lenin. Lenin wilde de staatsgreep beginnen voor de opening van het Tweede Al-Russische Sovjetcongres op 20 oktober, zodat hij de heerschappij van de bolsjewistische partij kon afschilderen als een voldongen feit, waardoor het Sovjetcongres niet kon kiezen voor een coalitieregering van de sociaal-revolutionairen, mensjewieken en bolsjewieken. Kamenev kon zich niet vinden in dit besluit en uitte op 18 oktober zijn mening in de krant: “Op dit moment zou de ontketening van een gewapende opstand voor het begin en onafhankelijk van het sovjetcongres een ontoelaatbare en zelfs fatale stap zijn voor het proletariaat en de revolutie.” Door dit artikel namen de geruchten over een toekomstige staatsgreep van de bolsjewieken toe. Hierdoor werden de autoriteiten bang en werd het Al-Russische Congres van Sovjets uitgesteld tot 25 oktober.
Op de avond van 24 oktober (o.s) zetten de bolsjewieken wegversperringen op. In de vroege ochtend van 25 oktober hadden de bolsjewistische troepen de treinstations, telefooncentrale, elektriciteitscentrale en telegraafkantoren bezet. De Voorlopige Regering zat verschanst in het Winterpaleis. Nadat de kruiser Aurora om tien over half tien losse flodders afschoot, werd het Winterpaleis aangevallen door de communisten. Rond twee uur ’s nachts kwamen de bolsjewistische bestormers van het Winterpaleis de ministerraadkamer binnen, waar ze alle ministers arresteerden uitgezonderd de afwezige premier Kerenski. Volgens Trotski waren er hooguit 25.000 tot 30.000 man die meededen met de Oktoberrevolutie aan bolsjewistische zijde.
Tijdens het bombardement van het Winterpaleis werd het Tweede Al-Russische Sovjetcongres geopend en bij de opening van het congres waren er 670 afgevaardigden, bestaande uit ongeveer 300 bolsjewieken, 193 sociaal-revolutionairen en 82 mensjewieken. De soldatenafgevaardigden uit het noorden waren oververtegenwoordigd en daar waren de bolsjewieken sterk, terwijl de soldatenafgevaardigden uit het zuiden met veelal mensjewieken en sociaal-revolutionairen ondervertegenwoordigd waren. De Letten vormden ongeveer tien procent van de afgevaardigden, terwijl dat niet overeenkwam met de relatieve grootte van het aantal Letten in Rusland. De Letten waren voornamelijk bolsjewieken. Een groot deel van de mensjewieken en “rechtse” sociaal-revolutionairen veroordeelden de aanval op het Winterpaleis en verlieten demonstratief het congres. De bolsjewieken wisten met steun van de linkervleugel van de sociaal-revolutionairen verschillende moties aan te nemen. Lenin werd de voorzitter van de Raad van Volkscommissarissen die zich uitriep tot de nieuwe regering.
Het Al-Russische Sovjetcongres schafte op 26 oktober 1917 (o.s) de doodstraf af. Lenin was niet bij de vergadering aanwezig en werd woedend op de aanvaarding van de resolutie. Lenin zei toen volgens Trotski: “Wat een onzin! Hoe kun je nu een revolutie voltooien zonder executiepelotons? Hoe moet je je dan van je vijanden ontdoen? Door je te ontwapenen? Wat voor andere repressiemiddelen zijn er nu helemaal? Gevangenissen? Wat heb je daar nu aan tijdens een burgeroorlog?”
Op 27 oktober sloten de bolsjewieken de kranten van de oppositiepartijen en werden redacteurs gearresteerd. Op 29 oktober stelde de vakbond voor het spoorwegpersoneel een ultimatum aan de bolsjewieken, waarin stond dat de bolsjewieken gesprekken moesten beginnen met de sociaal-revolutionairen en mensjewieken om gezamenlijk een coalitieregering te vormen. Honderden soldatenvergaderingen, fabrieken en garnizoenen stuurden petities om deze eis van de spoorwegvakbond te ondersteunen. De vakbond dreigde om het gehele treinverkeer stil te leggen als de bolsjewieken niet aan deze eis voldeden. De gesprekken werden op 6 november afgebroken.
Op 4 november namen vijf leden uit het bolsjewistische Centraal Comité ontslag, zoals Kamenev en Zinovjev. Zij schreven een open protestbrief voor de krant Izvestia. In dezelfde editie stond ook het ontslagbrief van vijf volkscommissarissen. Zij schreven dat zonder een coalitieregering er niks anders zou opzitten dan “politieke terreur” en dat zou leiden “tot het ontstaan van een regime dat aan niemand meer verantwoording schuldig was en tot de vernietiging van de revolutie en van het land.” De ambtenaren bij ministeries, banken, gemeentehuizen, rechtbanken, telegraafkantoren en andere instellingen staakten tegen de bolsjewistische staatsgreep.

## Rusland onder Lenin
De bolsjewieken streefden doelbewust naar een machtsmonopolie en waarbij vrijwel alle rivaliserende partijen en organisaties werden uitgeschakeld. Regering en partij bleven twee gescheiden organisaties, maar de leiders ervan waren in feite dezelfde personen. Het resultaat was een dictatoriale eenpartijstaat.
Etnische minderheden in het voormalige Russische Keizerrijk riepen eenzijdig hun onafhankelijkheid uit. Finland verklaarde zich op 23 november 1917 onafhankelijk; Litouwen op 28 november 1917; Letland op 30 november 1917; Oekraïne op 9 januari 1918; Estland op 24 februari 1918 en Transkaukasië op 22 april 1918.

### Bolsjewistisch beleid in de laatste maanden van 1917
De bolsjewieken brachten een landdecreet uit, waarbij de grond van de grootgrondbezitters werd gegeven aan de boeren. Het landdecreet was tegengesteld aan het bolsjewistische agrarische programma. Het landdecreet was gebaseerd op het agrarische programma van de sociaal-revolutionairen. De bolsjewieken hadden in april 1917 vastgesteld dat het doel was om het land te nationaliseren, waarbij de boerderijen werden bestuurd door de overheid. Het uiteindelijke doel van de bolsjewieken was het omvormen van de zelfstandige boerenbedrijven tot grote boerenbedrijven in staatseigendom.
Op 14 november 1917 (oud) werd het decreet over arbeiderscontrole door Lenin gepubliceerd in de Pravda. De fabriekscomités moesten toegang krijgen tot de boekhouding en opslagplaatsen. De beslissingen van een fabriekscomité konden geannuleerd worden door vakbonden van de betreffende productietak en congressen van fabriekcomités. Bijna alle bedrijfstakken en bedrijven moesten ondergeschikt zijn aan de bolsjewistische regering. De fabriekscomités werden ondergeschikt aan de bevelen van de overgebleven management of kapitalistische eigenaar van voor de revolutie. De fabriekscomités mochten niet de bedrijven besturen. Het kortetermijnplan van Lenin was de nationalisatie van fabrieken, waarna er een bestuurraad zou worden aangesteld bestaande uit arbeiders, technici, sovjetvertegenwoordigers; leden van het management en de kapitalistische eigenaren. Lenin bedoelde met arbeiderscontrole slechts dat de boekhouding en accounting werd gedaan om de kapitalisten te controleren door arbeiders. Bij het eerste Al-Russische Vakbondscongres werd door de bolsjewieken besloten dat de fabriekscomités geen beslissingen mocht nemen over financiën. De fabriekscomités moesten slechts een instrument zijn om het centrale economische plan te verwezenlijken. In de woorden van de bolsjewistische afgevaardigde Ryazanov moesten de fabriekscomités “zelfmoord” plegen.
De communisten richtten de Raad van Volkscommissarissen (Sovnarkom) op met Lenin als voorzitter. De Sovnarkom begon de macht van het uitvoerende comité van het Sovjetcongres te overvleugelen. Op 4 november 1917 (oude stijl) gaf de Sovnarkom zichzelf de macht om wetgeving aan te nemen zonder toestemming van het Sovjetcongres, hoewel het Sovjetcongres achteraf er over mocht stemmen. Dit zorgde dat het Sovjetcongres haar macht verloor. Bijvoorbeeld het uitvoerende comité van het Sovjetcongres bijeen op 12 december naar een reces van twee weken. In de tussentijd was de Sovnarkom zonder toestemming van de sovjets begonnen met vredesbesprekingen met de Centrale mogendheden; een oorlog begonnen tegen Oekraïne en de staat van beleg afgekondigd in Moskou en Petrograd.
Op 7 december werd de Tsjeka opgericht door de Sovnarkom met Feliks Dzerzjinski als leider. Dzerzjinski zei tijdens deze vergadering: “Denk nu niet dat ik daarmee uit ben op revolutionaire rechtvaardigheid. We hebben nu geen behoefte aan rechtvaardigheid.” In december 1917 schreef Lenin het artikel Hoe concurrentie te organiseren? waarin stond: “In de ene plaats zullen de rijken, de schurken, de arbeiders die niet willen werken, in de cel belanden. (…) In een andere plaats zullen ze gedwongen worden de latrines schoon te maken. Weer ergens anders zullen ze na hun gevangenisstraf een geel merkteken krijgen, zodat iedereen weet dat ze schadelijk zijn en hen in de gaten kan houden. Nog ergens anders kan één op de tien leeglopers worden neergeschoten.”
De linkervleugel van de sociaal-revolutionairen splitsten zich af van de Sociaal-Revolutionaire Partij (SRP) en vormde de Linkse Sociaal-Revolutionaire Partij (LSRP). In de rest van dit artikel worden de leden van de SRP aangeduid met “sociaal-revolutionairen” en de leden van de LSRP met “linkse sociaal-revolutionairen”. Op 12 december 1917 (o.s.) werden de links sociaal-revolutionairen lid van de Sovnarkom, wat leidde tot een totale breuk met de sociaal-revolutionairen. De SRP erkende de Sovnarkom niet als de legitieme regering.

### Grondwetgevende Vergadering

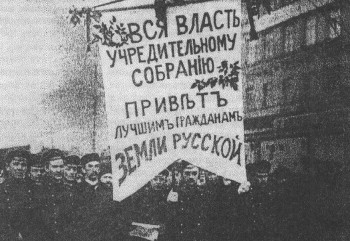
Demonstratie als steun voor de Grondwetgevende Vergadering op 5 januari 1918 (o.s.)

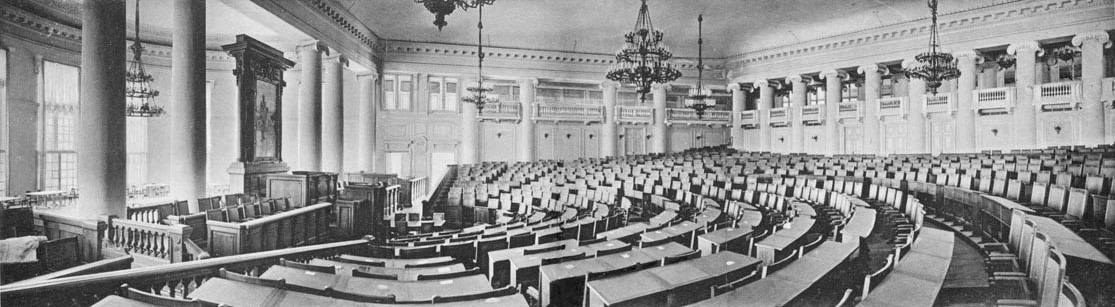
Vergaderzaal in het Taurische Paleis

De Voorlopige Regering had de verkiezingen van de Grondwetgevende Vergadering gepland in november 1917. Tegen de wil van Lenin besloot de Sovnarkom om de verkiezingen door te laten gaan. Op 12 november (o.s.) begonnen de verkiezingen voor de Grondwetgevende Vergadering, die twee weken duurden wegens de omvang van het land en de toenmalige reistijden. De sociaal-revolutionairen en linkse sociaal-revolutionairen kregen gezamenlijk 16 miljoen stemmen (38 procent). De twee groepen stonden gezamenlijk op een verkiezinglijst, omdat de splitsing gebeurde nadat de kieslijsten waren vastgesteld. De verhouding tussen de twee groepen was ongeveer ieder de helft, maar de SRP iets meer. De bolsjewieken kregen 24% van de stemmen, met ongeveer negen miljoen stemmen. De mensjewieken kregen 3%; de liberale kadetten kregen 5% en de Oekraïense sociaal-revolutionairen kregen 12% van de stemmen. De Oekraïense sociaal-revolutionairen hadden hetzelfde agrarische programma als de SRP, maar wilden meer autonomie of zelfs onafhankelijkheid voor Oekraïne. In totaal waren er ongeveer 36 miljoen stemmers. Bij de verkiezingen van de Grondwetgevende Vergadering kregen de socialistische groeperingen met nationalistische denkbeelden in Oekraïne, Estland, Georgië, Finland en Armenië de meerderheid van de stemmen in hun regio’s.
De opening van de Grondwetgevende Vergadering werd op 20 november voor onbepaalde tijd uitgesteld door de communistische regering. Drie leden van de kiescommissie werden gearresteerd. Op 28 november (o.s.) was er een demonstratie voor het Taurische Paleis met de eis dat het parlement moest worden geopend. Naar schatting 50.000 tot 200.000 namen deel aan de demonstratie. Hoewel de demonstratie vreedzaam verliep, werd de liberale partij verboden. Tientallen kadetten werden gearresteerd inclusief gekozen leden van de Grondwetgevende Vergadering. De sociaal-revolutionairen en linkse sociaal-revolutionairen veroordeelden de acties van de bolsjewieken. Kort daarna werden ook leiders van de sociaal-revolutionairen, mensjewieken en de leden van de Boerensovjet in de gevangenis gegooid door de communisten. Door een tekort aan cellen ten gevolge van de arrestatie van politieke concurrenten lieten de bolsjewieken dieven vrij. Sommige politieke gevangenen kwamen vrij nadat ze losgeld hadden betaald aan de communisten.
Op 5 januari 1918 werd de Grondwetgevende Vergadering geopend, en Lenin had daarvoor de staat van beleg ingevoerd. Naar schatting 50.000 demonstranten waren op het been om de Grondwetgevende Vergadering te steunen. Toen de demonstranten de Litejny Prospekt naderden werden zij beschoten door de communisten. Meer dan tien personen werden gedood. Het was voor het eerst sinds de Februarirevolutie dat regeringstroepen op een ongewapende menigte schoten. Om vier uur ’s middags begon de Grondwetgevende Vergadering. Het belangrijkste wetvoorstel van de bolsjewieken werd verworpen met 146 voorstemmers en 237 stemmen tegen. Het belangrijkste deel van dit wetvoorstel was het goedkeuren van alle decreten die waren genomen door de Sovnarkom. Dit hield ook in dat de Grondwetgevende Vergadering diens wetgevende macht op zou geven. De bolsjewieken liepen weg uit de zaal. Lenin gaf de opdracht om als alle parlementariërs weg waren dan het gehele gebouw te vergrendelen zodat men de volgende dag niet meer naar het parlement konden komen. De linkse sociaal-revolutionairen gingen om half drie ’s nachts weg uit het parlement. Het parlement onder leiding van de sociaal-revolutionairen had decreten vastgelegd voor vrede en landverdeling aan boeren. Voorzitter Victor Tsjernov liet de vergadering tot tien over half vijf op 6 januari (o.s.) doorgaan. De volgende middag werden alle afgevaardigden de toegang tot het gebouw geweigerd wegens het decreet van de Sovnarkom.

### 1918: Bolsjewistisch beleid

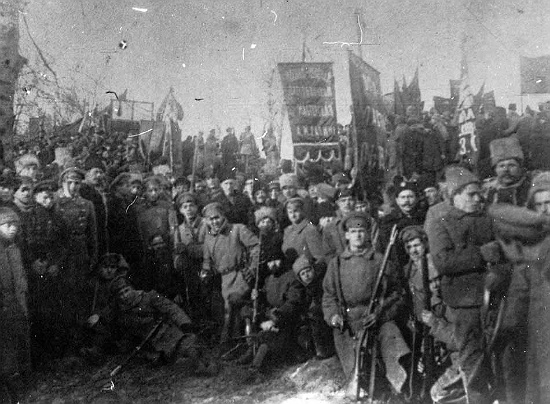
Bolsjewistische opstandelingen in Kiev in januari 1918.

De communistische regering voerde de gregoriaanse kalender in, zodat 31 januari 1918 toen 14 februari 1918 werd.
Lenin publiceerde in februari 1918 het decreet Het Socialistische Vaderland is in Gevaar!, waarin stond dat profiteurs, plunderaars, contrarevolutionaire agitatoren en spionnen ter plekke doodgeschoten moesten worden zonder rechtszaak of bewijsvergaring. Dus verdachten en beschuldigde mensen konden hun onschuld niet bewijzen. Er moesten ook bataljons georganiseerd worden van burgers voor het graven van loopgraven en diegenen die hiertegen verzetten moesten doodgeschoten worden.
Eind 1917 waren de bolsjewieken begonnen met vredesonderhandelingen met de Centrale mogendheden. Kerenski en de Voorlopige Regering wilden alleen vrede door middel van een algeheel vredesverdrag van alle Geallieerden en Centrale mogendheden zonder annexaties en schadeloosstellingen. Lenin wilde een afzonderlijke vrede tussen Rusland en de Centralen, waarbij Lenin open stond voor Duitse annexaties. In januari 1918 was de meerderheid van het Centrale Comité van de bolsjewistische partij tegen de Duitse voorwaarden, terwijl Lenin voor aanvaarding was. Na een grote Duitse opmars in januari en februari 1918 was Lenin en zijn medestanders voor ondertekening nog steeds in de minderheid. Lenin dreigde met opstappen als het Centraal Comité niet instemde met het ondertekenen van het verdrag. Door dit dreigement van Lenin werd er besloten om de Vrede van Brest-Litovsk te ondertekenen op 3 maart. Door dit verdrag kregen Finland, Polen, Koerland, Estland en Litouwen nominale onafhankelijkheid van Rusland en kwamen onder Duitse controle. Russische troepen moesten Oekraïne verlaten. Door dit verdrag verloor Rusland 34% van haar bevolking (55 miljoen mensen), 32% van haar landbouwgrond, 54% van haar industrieondernemingen en 89% van haar kolenmijnen.
Na ondertekening van het verdrag werd Oekraïne binnengevallen en geplunderd door Duitsers en Oostenrijkers. Landheren kregen van de Duitsers hun land terug die waren ontnomen door de boeren. Er werden guerrillagroepen opgericht die voornamelijk bestonden uit sociaal-revolutionairen en anarchisten. De Duitsers arresteerden de leden van de Oekraïense Rada en vervingen de regering met hun vazal Pavlo Skoropadsky. De LSRP trad uit de coalitieregering toen het verdrag van Brest-Litovsk werd ondertekend.
De ontevredenheid kwam in Petrograd tot uiting in een serie van protestbijeenkomsten. Ook in Moskou werden negatieve resoluties tegen de bolsjewieken aangenomen bij arbeidersvergaderingen. Op 18 maart 1918 werd de hoofdstad verhuisd van Petrograd naar Moskou. Bolsjewistische successen bij de verkiezingen van de sovjets in april 1918 werd afgedwongen door dreiging met geweld.
Bij een enquête uitgedeeld aan bedrijven in Petrograd in april 1918 antwoordde 47% van correspondenten dat het bedrijf bestuurd werd door de fabriekscomités helemaal of gedeeltelijk met de kapitalistische eigenaar of management. De andere correspondenten antwoordde dat hun bedrijven bestuurd werden door de eigenaar of het management.
In maart 1918 besloten de bolsjewieken om hun partijnaam te veranderen naar “Russische Communistische Partij (Bolsjewiki)”.
In april 1918 publiceerde Lenin de tekst De onmiddellijke taken van de Sovjetmacht waarin de fabriekscomités werden bekritiseerd en opgeroepen werd tot nationalisatie en de centralisatie van de bedrijfsleiding bij een persoon aangesteld door de overheid. Er werd de Russische Raad voor de Economie opgericht die het systeem van arbeiderscontrole moest vervangen door managers. De macht van de fabriekscomités en vakbonden werd verschoven naar het bolsjewistische staatsapparaat. Vanaf april 1918 begon Lenin het beleid van staatskapitalisme te promoten, dat hij zag als een methode om de productiviteit te verhogen. Onderdeel van het staatskapitalisme was dat de voormalige eigenaars van de productiemiddelen opgenomen werden in het bestuur van bedrijven, maar uiteindelijke beslissingsrecht zou liggen bij een aangestelde persoon. Volgens Lenin was het staatskapitalisme de redding van het bolsjewistische bewind. Op 28 juni werden alle industriële bedrijven met kapitaal hoger dan een miljoen roebels genationaliseerd, zoals mijnbouw, metaalfabrieken, textielfabrieken, elektriciteitsopwekking.
Op 23 april 1918 werd het staatsmonopolie voor de buitenlandse handel ingevoerd. Op 9 mei verklaarden de bolsjewieken dat alle graanoverschotten van boeren officieel staatseigendom was en opgehaald zou worden (prodrazvjorstka). De LSRP beschouwde de invoering van het graanmonopolie als de aanzetting van “een burgeroorlog tegen de boeren”. Trotski zei tijdens een vergadering hierover dat: “Onze partij is voorstander van een burgeroorlog! Om aan graan te komen is een burgeroorlog onvermijdelijk”. En daarbij voegend: “Lang leve burgeroorlog.” Boeren wilden geen graan leveren aan de bolsjewistische overheid, omdat ze die zelf nodig hadden als voedsel of als zaaigoed of ze wilden het duurder verkopen.
De stadbewoners kwamen aan voedsel door het zakkendragen, wat inhield dat men met industriële goederen naar dorpen reisden om deze goederen te ruilen voor voedsel bij de boeren. Op een gemiddelde dag in een gemiddelde fabriek was ongeveer 30% van de mensen afwezig, omdat ze aan het zakkendragen waren. Sommige fabriekscomités en sovjets steunden het zakkendragen en organiseerden collectieve ruilhandel met de boeren. Dit leidde tot een grote groei van het aantal coöperaties die de ruilhandel tussen de steden en dorpen organiseerden. In 1918 beweerde de koepelorganisatie van coöperaties zelf dat coöperaties ongeveer 100 miljoen consumenten voorzagen van voedsel. Het zakkendragen werd vijandig behandeld door de bolsjewieken, want het was een vorm van privéhandel en dat ging in tegen het beleid van oorlogscommunisme. Op 21 augustus 1918 was namelijk particuliere handel in het bolsjewistische gebied verboden. De communisten begonnen de zakkendragers aan te pakken en stelde de wet in dat per persoon slechts anderhalve poed mocht hebben en dat alles boven anderhalve poed ingeleverd moest worden aan de Tsjeka en de controlebrigades. Lenin erkende dat meer dan de helft van het voedsel in de steden afkomstig was van het zakkendragen. Wegens het belang van zakkendragen voor de voedselvoorziening werd het gedeeltelijk getolereerd. De markten werden gedeeltelijk getolereerd door de communisten. Soms werden invallen uitgevoerd op de markten en daarbij werden handelaren gearresteerd en goederen in beslaggenomen.
Lenin initieerde de leuze “Plunder de Plunderaars” waarin de bevolking werd opgeroepen om grootgrondbezitters en kapitalisten aan te vallen en diens spullen te stelen. In Taganrog werden vijftig liberalen levend in een staaloven gegooid. In Jevpatoria op de Krim kregen matrozen van de bolsjewistische autoriteiten de vrije hand met plunderingen. Bij de drie dagen plunderen werden ongeveer 800 mensen vermoord. Ook in Jalta, Feodosia en Sebastopol waren zulke vormen van geweld en plunderingen. De bolsjewieken hieven een aparte belasting op rijke burgers. Er werden gijzelaars genomen als de belasting niet betaald werd. Als voormalige rijken geen geld meer hadden werden de gijzelaars geëxecuteerd.
In mei 1918 introduceerde de bolsjewistische regering de zogenaamde voedseldictatuur. De Narkomprod kreeg veel macht en de voedselcommissaris Aleksandr Tsiurupa werd de voedseldictator. De Narkomprod moest alle graanoverschotten van de boeren onteigenen en aan de overheid overdragen en mocht geweld gebruiken om het voedsel te collecteren. De organisatie had geen middelen om de grootte van graanvoorraden te bepalen en kon ook niet bepalen wat het overschot was. Dit leidde tot de invoering van de razverstka.

### 1918: Burgeroorlog en Terreur

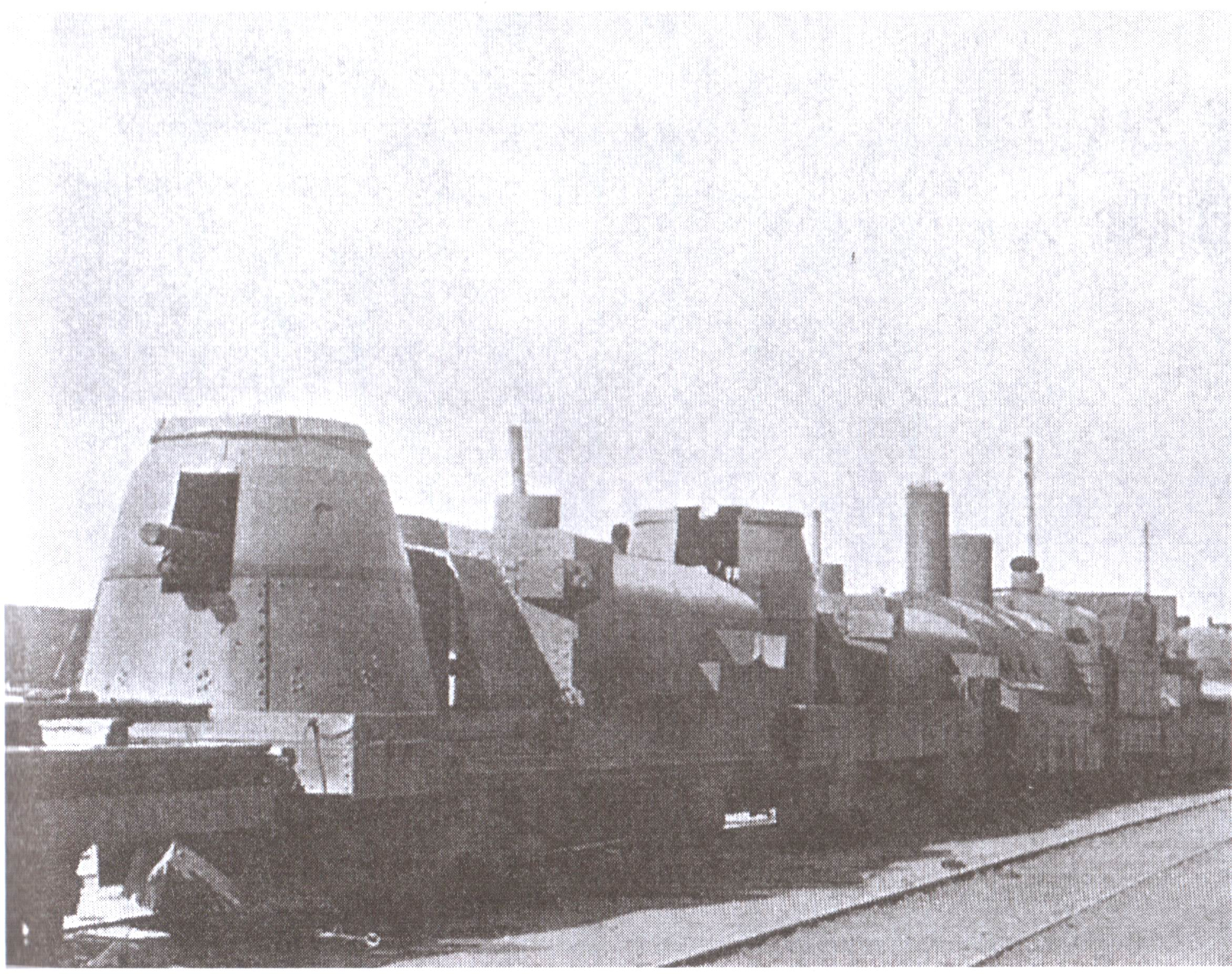
Gepantserde treinen werden door zowel de communisten als de Witten gebruikt.

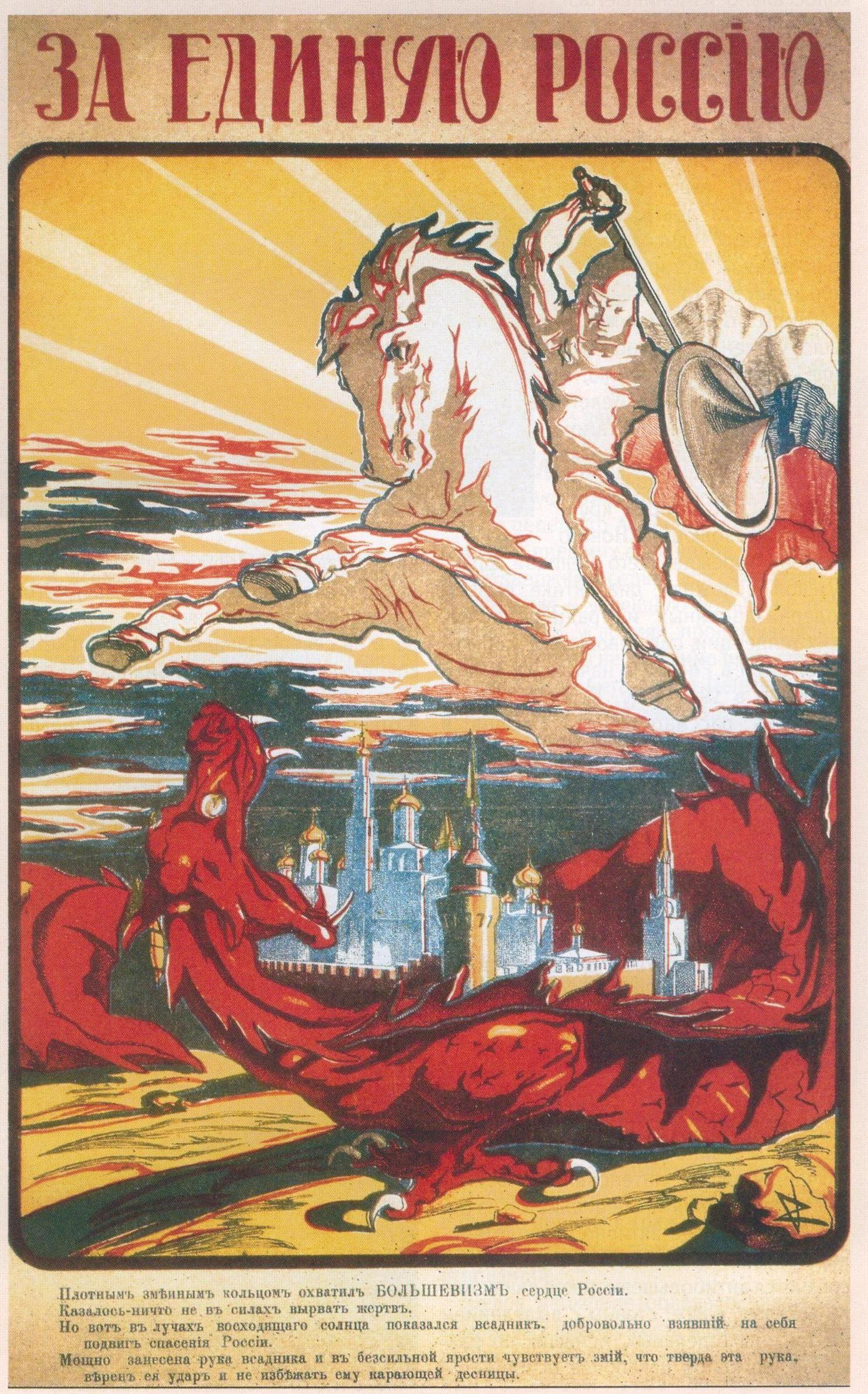
Witte propagandaposter uit 1919 waar een Witte kruisvaarder een Rode draak doodt.

Tegen de communisten ontstond een verenigd verzet dat bekend stond als de Witten. De beweging ontstond toen de Don-Kozakken onder leiding van Aleksej Kaledin zich verenigde met het Vrijwilligersleger, dat werd geleid door Lavr Kornilov, Michail Aleksejev en Anton Denikin. De leiders van het Witte Leger wilden officieel niet de monarchie herstellen.
In januari begon de Finse Burgeroorlog, waarbij gestreden werd tussen de Witte Finnen en de Rode Finnen. De Rode Finnen werden gesteund door de Russische communisten met troepen.
In de nacht van 11 naar 12 april 1918 werden 26 gebouwen van anarchistische organisaties in Moskou aangevallen. Bij de gevechten kwamen ongeveer 40 anarchisten om het leven en ongeveer vijfhonderd anarchisten werden gearresteerd. Op 26 april werden soortgelijke aanvallen op anarchisten gepleegd in Petrograd. Dit leidde tot de oprichting van de Zwarte Garde die streden tegen de bolsjewieken.
Op 9 mei 1918 schoten communistische troepen in de stad Kolpino op demonstrerende arbeiders met tien doden tot gevolg. Dit leidde tot stakingen bij verschillende fabrieken tegen het communistische geweld. Op dezelfde dag werd bij een fabriek nabij Jekaterinenburg ongeveer vijftien mensen doodgeschoten na een demonstratie tegen machtsmisbruik van bolsjewistische functionarissen. Een dag later werden veertien gearresteerde arbeiders doodgeschoten. Na deze moorden waren er demonstraties in Moskou, Toela, Kolomna, Nizjni Novgorod, Rybinsk, Orjol, Tver en andere steden. De demonstranten eisten dat de rantsoenen voor de werkende bevolking net zo hoog werden als die van soldaten; de privileges van partijleden moesten afgeschaft worden en vrije verkiezingen in de sovjet worden gehouden.
De bolsjewieken kwamen in mei 1918 in conflict met het Tsjechisch Legioen die naar Frankrijk wilden gaan via Vladivostok en de Verenigde Staten om de strijd voort te zetten tegen Oostenrijk-Hongarije, dat toentertijd heerste over Tsjechië. Het legioen had ongeveer 35.000 leden. Zij gebruikten de Trans-Siberische spoorlijn met toestemming van de bolsjewieken. Op 14 mei werden enkele Tsjechen in de Oeralgebied gearresteerd nadat zij gevochten hadden met Hongaarse krijgsgevangenen. Op 25 mei stuurde Trotski een bevel om iedere gewapende Tsjech op het spoor dood te schieten. Dit leidde tot gevechten tussen Tsjechen en de bolsjewieken. Dit wordt vaak gezien als het begin van de Russische Burgeroorlog.
De mensjewieken en sociaal-revolutionairen stelden zichzelf verkiesbaar bij de sovjetverkiezingen als partijloze kandidaten omdat hun partijen verboden waren. De mensjewieken en sociaal-revolutionairen wonnen sovjetverkiezingen tijdens de lente en zomer 1918 in Toela, Jaroslavl, Kostroma, Briansk en andere industriële steden. De meeste sovjets waar mensjewieken en sociaal-revolutionairen wonnen, werden opgeheven door de bolsjewieken.
De LSRP was tegen de voorwaarden van de Vrede van Brest-Litovsk en de onderdrukking van de sovjetdemocratie door de bolsjewieken. Op 6 en 7 juli 1918 was de opstand van de linkse sociaal-revolutionairen tegen de bolsjewieken in Moskou. De linkse sociaal-revolutionairen pleegden een aanslag op de Duitse ambassadeur om de bevolking op te wekken tot een opstand tegen de bolsjewieken. De LSRP-leden van de Tsjeka bezetten ook het Tsjeka-hoofdkwartier. Het hoofdkwartier van Tsjeka werd heroverd door de communisten. Honderden linkse sociaal-revolutionairen werden gearresteerd en later geëxecuteerd. Alle linkse sociaal-revolutionairen werden uit de sovjets gezet.
Op 17 juli 1918 werden de voormalige tsaar en zijn gehele gezin vermoord door de bolsjewieken. Er was een ongesigneerd telegram vanuit Moskou gestuurd waarin opdracht werd gegeven voor de moord.
De sociaal-revolutionairen in de oblast Samara sloten in augustus een verbond met de Tsjechen. De sociaal-revolutionairen veroverden de hoofdstad van Samara en richtte met Tsjechische hulp een eigen regering op, genaamd Komoetsj. De Komoetsj wilde de Grondwetgevende Vergadering herstellen. In Izjevsk kwamen op 8 augustus de arbeiders in opstand tegen de communisten en spraken hun steun uit aan de Komoetsj. Begin september 1918 hadden de bolsjewieken ongeveer 700.000 manschappen samengebracht bij het front tegen Komoetsj. Dat was tweemaal zoveel man als de Komoetsj. De communisten verjoegen de Komoetsj uit Samara. De Komoetsj sloot zich aan bij de regering van Omsk die werd gedomineerd door monarchisten en Siberische separatisten. De Komoetjs-leden en de Omsk-regering vormden samen een regering. Op 17 november 1918 organiseerden de rechtervleugel een staatsgreep en nam de macht over en benoemde admiraal Aleksandr Koltsjak tot leider.
De communistische vorderingsbrigades voor voedsel pleegden veel geweld. De bolsjewistische brigades van Margolin en Tsjeremoechin deden aan verkrachtingen en schoten gijzelaars dood. In de regio’s van de oblast Tambov geleid door Margolin moesten boeren graan kopen in de provincie Voronezj om de voedselbrigades te betalen. In juli en augustus 1918 waren er ongeveer 200 gemelde opstanden tegen voedselbrigades, waarbij voornamelijk arme boeren het initiatief namen omdat hun laatste zaaigoed was ingenomen.
Op 30 augustus 1918 werd een aanslag gepleegd op Lenin door de sociaal-revolutionaire Fanny Kaplan, maar Lenin overleefde de aanslag. Na de mislukte aanslag op Lenin begonnen de bolsjewieken de “Rode Terreur”. Op 5 september 1918 werd het decreet “Over Rode Terreur” uitgegeven door de Tsjeka. Op 15 oktober 1918 somde de Tsjeka-leider Gleb Bokii bij het officiële einde van de Rode Terreur dat 800 mensen in Petrograd waren geëxecuteerd, terwijl er 6229 mensen in de gevangenis zaten. Uit de officiële pers, waaronder het weekblad van de Tsjeka, bleek dat in de eerste twee maanden er tussen 10.000 en 15.000 mensen zonder proces waren geëxecuteerd in het land. Verschillende historici gebruiken de term “Rode Terreur” niet alleen voor de campagne met die naam, maar voor alle geweld door de bolsjewieken tegen burgers en (krijgs)gevangen gedurende de revolutie en de burgeroorlog. Schattingen van het aantal dodelijke slachtoffers door de Rode Terreur in de laatste betekenis reiken van 140.000 tot anderhalf miljoen.
Onder leiding van Trotski waren de Rode Gardes omgevormd tot het Rode Leger en werd de dienstplicht ingevoerd. Op 30 maart werd door Trotski de doodstraf in het Russische leger ingevoerd. Van de eerste 275.000 boeren die werden opgeroepen voor dienstplicht kwamen slechts 40.000 opdagen. Het Rode Leger had veel last van desertie, met in 1918 meer dan 1 miljoen deserteurs; in 1919 waren er officieel ongeveer 2 miljoen soldaten gedeserteerd en in 1921 waren er 4 miljoen deserteurs. Geweld van de communisten tegen boeren en de inbeslagnames van voedsel leidden tot boerenopstanden. In de provincies Tambov, Rjazan, Toela, Kaloega, Smolensk, Vitebsk, Pskov, Novgorod en Mogiljov waren boerenopstanden. De communisten stuurden strafexpedities tegen de boerendorpen uit wraak wegens desertie of verzet tegen voedselinbeslagname. Gijzelaars werden genomen en dorpshoofden werden doodgeschoten. Verschillende dorpen werden helemaal in brand gestoken door de communisten. De communistische commissaris van Toela liet honderden boeren doodschieten zonder proces.
Naast het Rode Leger en het Witte Leger ontstond het zogenaamde Groene Leger. Het Groene Leger is een verzamelnaam voor verschillende onafhankelijke groeperingen van voornamelijk boeren die zowel vochten tegen de Roden als tegen de Witten. Sommige legers noemden zichzelf het Groene Leger, maar ook het Zwarte Leger wordt onder de verzamelnaam “Groene Leger” gerangschikt. Verschillende legers die onder het Groene Leger worden gerangschikt, vochten ook tegen elkaar. Bijvoorbeeld de anarchisten van Nestor Machno vochten ook tegen de Oekraïense nationalisten van Symon Petljoera.
Na de Duitse capitulatie op 11 november 1918 verklaarden de bolsjewieken dat het vredesverdrag van Brest-Litovsk niet meer van toepassing was. Zij vielen de Baltische landen en Oekraïne binnen. Eind 1918 probeerden de bolsjewieken om hun macht te vestigen in de Letse Onafhankelijkheidsoorlog, Litouwse Onafhankelijkheidsoorlog, Estische Onafhankelijkheidsoorlog en de Oekraïense Onafhankelijkheidsoorlog. De geallieerden zegden hulp aan het Witte Leger toe, hoewel dit relatief klein was. Daarnaast probeerden Groot-Brittannië en Frankrijk om gesprekken op te starten met de bolsjewieken voor het vaststellen van de landsgrenzen.

### 1919 – 1921

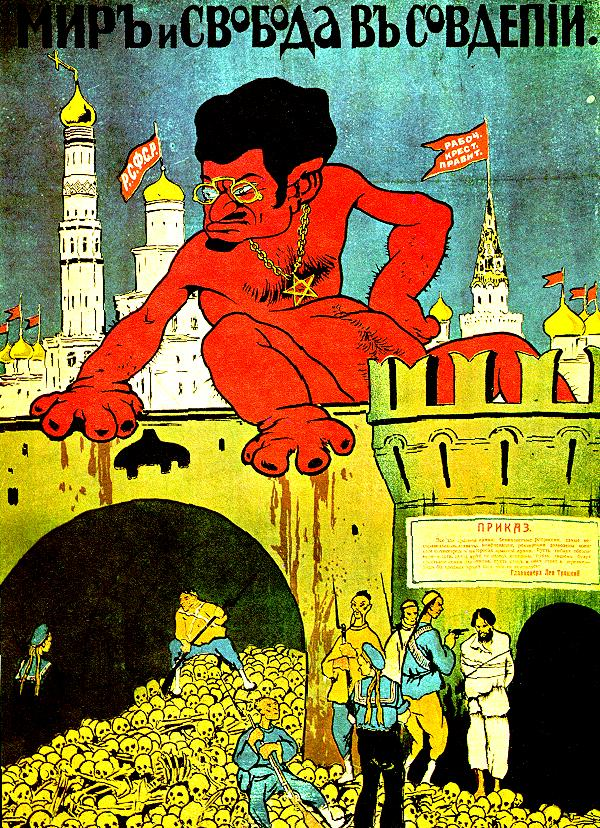
Witte propagandaposter met daarbij Trotski afgebeeld als een rode duivel met een davidster die toeziet hoe Chinese soldaten op een berg schedels rusten.

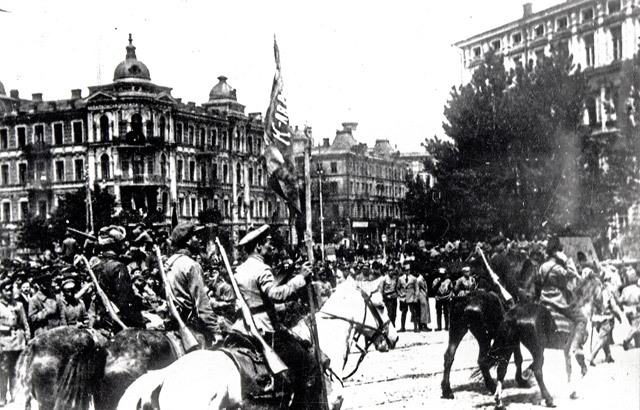
Het Rode Leger treedt Kiev binnen.

In februari 1919 werd het Statuut van de Socialistische Organisatie van de Grond ingevoerd door de communisten. Alle onbebouwde grond dat vroeger toebehoorde aan de grootgrondbezitters werd genationaliseerd. Hierop zouden er sovchozen en kolchozen opgericht worden. Sovchozen waren boerderijen van de overheid die elk meer dan 40.000 hectare bezat, waarbij mensen in loondienst werkten. De kolchozen waren collectieven van kleine boeren die kleine percelen bewerkten. In december 1920 waren er ongeveer 16.000 sovchozen en kolchozen met vier miljoen hectare en een miljoen werknemers. Zowel de kolchozen als de sovchozen waren vrijgesteld van voedselheffingen en kregen vee en werktuigen van de overheid. Minder dan 1/3 van de inkomsten van de sovchozen en kolchozen werden door de bedrijven zelf gegenereerd. De andere 2/3 van hun inkomsten kwamen van de overheid. Sommige sovchozen dwongen zelfstandige boeren om de akkers van de sovchozen te bewerken zonder vergoeding door het dreigen met geweld door communistische soldaten.
Arbeiders kwamen in opstand tegen de bolsjewistische regering door stakingen. Dit leidde vaak tot gewelddadige represailles, zoals bij de Opstand in de Poetilov-fabriek in maart 1919. In het rayon Briansk werd door de boeren geklaagd dat de plaatselijke bolsjewieken handelden als dictators, die de voedselbelasting gebruikte voor eigen gewin en grote feesten hielden. De plaatselijke Izvestia publiceerde verhalen over mensen die de belastingen niet konden betalen en daarom door de plaatselijke communisten naakt vastgeketend werden buiten in de sneeuw. Het nieuwsblad van het commissariaat van binnenlandse zaken schreef dat bolsjewisme in Orjol alleen werd standgehouden door geweld. In de lente van 1919 waren er stakingen in Toela, Nizjni Novgorod, Briansk en Tver. Er waren muiterijen in het Rode Leger gelijktijdig met industriële stakingen in Orjol, Briansk, Smolensk, Gomel en Astrachan.
In 1919 begonnen de Witten grote offensieven richting Petrograd en Moskou. De troepen van Aleksandr Koltsjak uit het oosten; de troepen van Anton Denikin vanuit het zuiden; en de manschappen van Nikolaj Joedenitsj uit het noordwesten. Deze offensieven mislukten omdat de Witten de haat van de boeren op hun hals haalden door Witte Terreur, dienstplicht, onteigeningen en het teruggeven van land aan de gehate grootgrondbezitters. Ook ondervonden zij verzet van etnische minderheden en de anarchisten van het Zwarte Leger. Daarnaast werden de offensieven van de Witten slecht met elkaar afgestemd, zodat de communisten de offensieven terug konden dringen.
In 1919 kwamen de bolsjewieken in oorlog met Polen die zich kort daarvoor onafhankelijk van Rusland had verklaard. In deze Pools-Russische Oorlog bereikten de communisten de Poolse hoofdstad Warschau, maar de Polen wonnen met de hulp van Frankrijk de belegering in 1921. Polen werd toen bestuurd door de Poolse socialist Józef Piłsudski.
Trotski pleitte sinds december 1919 voor de militarisering van de arbeid, wat inhield dat arbeiders en boeren dwangarbeid moesten uitoefenen en in arbeidslegers werden ondergebracht.
Op 26 januari 1920 hieven de geallieerden de blokkade op van het communistische Rusland.
De graaninbeslagnames door de communisten vormden de aanleiding voor de Tambov-opstand die in de herfst van 1920 begon. In augustus 1920 kwam een bolsjewistisch vorderingsbrigade naar het dorp Kamenka in de oblast Tambov. De boeren van Kamenka weigerden te betalen en bewapenden zich met hooivorken en geweren om zich te verdedigen tegen de communistische troepen. Naburige dorpen namen hun voorbeeld over. Gezamenlijk versloegen ze de communistische troepen. De opstand verspreidde over de gehele oblast Tambov en nabijgelegen districten. De communisten stuurden 100.000 soldaten met vliegtuigen en pantserwagens naar Tambov in 1921. De communisten begonnen een terreurcampagne in de dorpen. Honderden boeren werden doodgeschoten en verschillende dorpen werden tot de grond toe afgebrand. De communisten gebruiken ook gifgas tegen de opstandelingen. Er werden concentratiekampen opgericht waar ongeveer 50.000 burgers gevangen werden gehouden, waaronder duizenden kinderen. Hele dorpen werden in kampen geplaatst of doodgeschoten of werden gedeporteerd naar de poolcirkel. Ongeveer 15.000 man werd doodgeschoten na arrestatie en zonder enige vorm van proces. Het totale dodental van de Tambov-opstand wordt geschat op 240.000. Ongeveer 100.000 boeren uit Tambov werden in gevangenschap gehouden of gedeporteerd.
In 1920 en 1921 waren er boerenopstanden tegen de bolsjewieken in Penza, Samara, Simbirsk, Saratov en Voronjez. De boerenopstandelingen in Kaukasië hadden naar schatting meer dan 30.000 manschappen. In West-Siberië was een grote opstand waar de steden Tjoemen, Omsk, Tobolsk, Jekaterinenburg, Tomsk en Tsjeljabinsk en diens omgeving in handen van ongeveer 60.000 opstandelingen vielen.

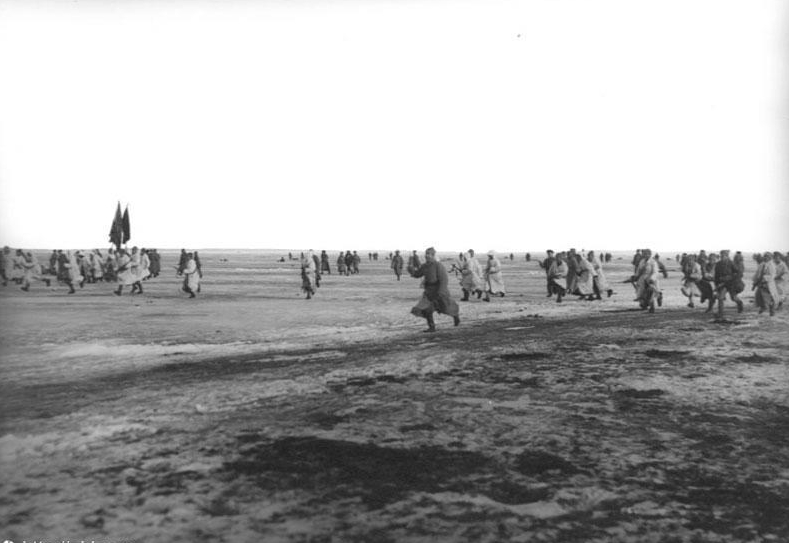
Communistische troepen rukken op 8 maart over het ijs op tegen de rebellen in Kronstadt.

Op 22 januari 1921 werd het broodrantsoen in Moskou en Petrograd met een derde verlaagd. Op 21 februari demonstreerden arbeiders in Moskou tegen de verlaging van de rantsoenen en voor het legaliseren van de ruilhandel met het platteland. De bolsjewistische autoriteiten bevalen de troepen om op de menigte te schieten, met doden tot gevolg. Op 23 februari was er een demonstratie van 100.000 arbeiders in Moskou. De Tsjeka pakte honderden stakers op. Duizenden arbeiders in Petrograd begonnen ook te staken, waardoor de grote staalfabrieken stillagen. De communisten sloegen de demonstraties en stakingen met geweld neer.
De matrozen van Kronstadt verklaarden zich solidair met de demonstranten en eisten nieuwe verkiezingen van de Kronstadtse sovjet; persvrijheid; de vrijlating van socialistische politieke gevangenen, gelijk rantsoen voor alle arbeiders en vrijheid voor de boeren om hun grond naar eigen inzicht te bebouwen. De weigering van de communisten om de eisen in te willigen, leidde tot de Opstand van Kronstadt. Generaal Michail Toechatsjevski plaatste Tsjeka-agenten met machinegeweren achter de infanterie om soldaten die zonder bevel terugtrokken dood te schieten. Op 18 maart gaven de opstandelingen zichzelf over. Op bevel van Zinovjev werden 500 gevangenen zonder rechtszaak doodgeschoten. In de loop van de daarop volgende maanden werden nog eens 2000 opstandelingen geëxecuteerd, terwijl anderen werden gestuurd naar het concentratiekamp Solovki.
Tijdens het Tiende Partijcongres in 1921 voerde Lenin het Verbod op Fractievorming in, waarbij partijgroeperingen konden worden verboden door het bestuur. Dit zorgde ervoor dat er geen interne oppositie georganiseerd kon worden in de partij. Lenin en Trotski gebruikten dit tegen de Arbeidersoppositie die streed voor onafhankelijke vakbonden. Aan het einde van het partijcongres maakte Lenin bekend dat de Nieuwe Economische Politiek (NEP) zou worden ingevoerd. Onder de NEP mochten boeren een eigen bedrijf hebben en hun overschotten op de markt verkopen. Ook in de handel en de lichte industrie kregen particulieren meer mogelijkheden. De zware industrie, het bankwezen en de buitenlandse handel bleven in handen van de overheid. Rechtlijnige communisten vonden dat de NEP te veel afweek van het communisme. Grigori Zinovjev beschreef de NEP als “een tijdelijke afwijking, een tactische terugtrekking”. Nikolaj Boecharin zei over NEP tegen het Komintern: “We doen een paar economische concessies om politieke te vermijden.”

### Hongersnood van 1921 en 1922

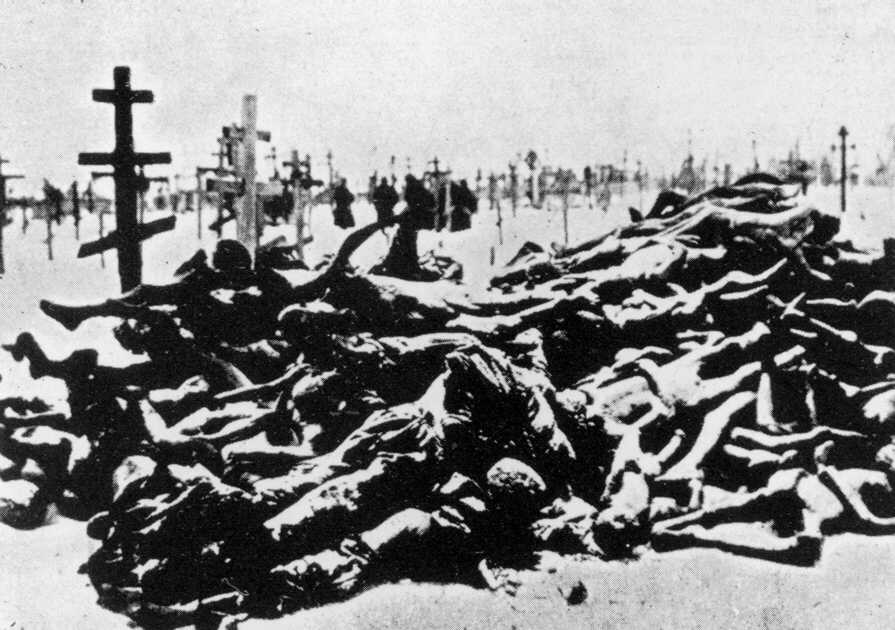
Slachtoffers van de hongersnood in Buzuluk, Wolgaregio.

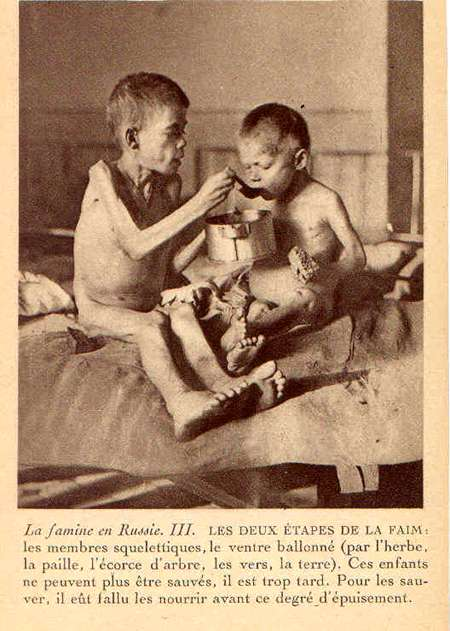
Russische kinderen tijdens de hongersnood, circa 1922.

In 1920 stond een groot deel van Rusland aan de vooravond van een hongersnood ten gevolge van de inbeslagnames door de communisten. In het district Balasjov van de nabijgelegen provincie Saratov was de hoeveelheid in beslag genomen graan zelfs groter dan de oogst zelf, waardoor was er volgens een bolsjewistische functionaris in 1920 “niet eens zaad over om te zaaien”. In het Duitse Wolgagebied werd in 1920 maar liefst 42% van de toch al magere oogst gevorderd. Een functionaris uit het Duitse Wolgagebied zei in september 1920: “Er is gewoon geen graan meer over om in beslag te nemen.” Voor de oblast Tambov werd de nieuwe graaninbeslagname in 1920 vastgesteld op ruim 187 miljoen kilogram, en dit was onder normale omstandigheden te hoog, maar nu zeker door de slechte oogst. Lenin vroeg zich af of deze provinciale graanquota niet naar beneden bijgesteld moest worden, maar de graanquota werd niet verlaagd. De communist Antonov-Ovsejenko erkende dat in Tambov “de helft van de boeren op sterven” lag door een tekort aan voedsel.
In 1921 kreeg Rusland tevens te kampen met droogte. De hongersnood was in het Wolgagebied en in Oekraïne. De bolsjewieken namen het voedsel van de Oekraïense boeren in beslag om naar het Wolgagebied te transporteren. De communisten exporteerden voedsel naar het buitenland tijdens de hongersnood. De Amerikanen stuurden grote hoeveelheden voedsel naar de getroffen gebieden, maar dat werd stilgelegd toen bekend werd dat de communisten tegelijkertijd voedsel exporteerden. In sommige gebieden deed men aan kannibalisme. Naar schatting 5 miljoen mensen stierven ten gevolge van de hongersnood.

### 1922 – 1924
In 1922 werd de Sovjet-Unie opgericht, bestaande uit Russische Socialistische Federatieve Sovjetrepubliek, Wit-Russische Socialistische Sovjetrepubliek, Oekraïense Socialistische Sovjetrepubliek en de Transkaukasische Socialistische Federatieve Sovjetrepubliek.
Op 26 februari 1922 werd een decreet uitgevaardigd door de communistische regering met het bevel om alle waardevolle spullen van de kerken in beslag te nemen. De inbeslagnames gingen gepaard met geweld, waarbij ongeveer 7100 geestelijken werden vermoord. Ook boeren en arbeiders werden gedood als ze kerken verdedigden. Na een soortgelijk bloedbad in Sjoela vaardigde de Politbureau een opschorting van de onteigeningen, maar tijdens deze vergadering was Lenin afwezig. Lenin was tegen deze beslissing en stelde later zelf een nota op waarin stond: “Hoe meer leden van de reactionaire burgerij en geestelijkheid we kunnen neerschieten, des te beter.”
De bolsjewieken steunden de Levende Kerk als tegenhanger van de Russische Orthodoxe Kerk.
Tussen 1921 en 1925 werden ongeveer 800 synagogen gesloten door de communisten. In april 1921 werden de eerste synagogen gesloten en dat gebeurde in Vitebsk. De plaatselijke Joodse gelovigen protesteerden tegen de sluiting door de gebouwen te bezetten en daar gebedsdiensten te houden. Hierop werden de synagogen aangevallen door de communisten en werden tientallen Joodse gelovigen vermoord. Tijdens het Joodse Nieuwjaar in 1921 werd er een showproces georganiseerd door de communisten tegen het Jodendom, waarbij de Joodse religie werd veroordeeld.
In augustus 1922 werd de leider van de Basmatsjiopstand (de Turk Enver Pasja) gedood. De laatste islamitische rebellen werden in 1924 verslagen. Op 21 januari 1924 stierf Lenin na een lang ziektebed.

## Slachtoffers
Het aantal mensen dat (mede) ten gevolge van de revolutie stierf, loopt in de miljoenen. De meeste mensen stierven door honger en ziekten. Tijdens de burgeroorlog kwamen meer dan een miljoen mensen om het leven. Zowel de terreur van de Witten als die van de Roden maakte vele slachtoffers. Volgens historicus Orlando Figes hebben de burgeroorlog, terreur, hongersnoden en ziektes geleid tot een dodental in de buurt van 10 miljoen mensen. Figes schatte daarnaast dat ongeveer 2 miljoen mensen waren geëmigreerd. Al voor de omwenteling in 1917 waren er vele slachtoffers gevallen als gevolg van aanslagen door revolutionairen en de staatsterreur van de tsaren. Er vonden in deze jaren ook meerdere pogroms plaats.

## Gevolgen

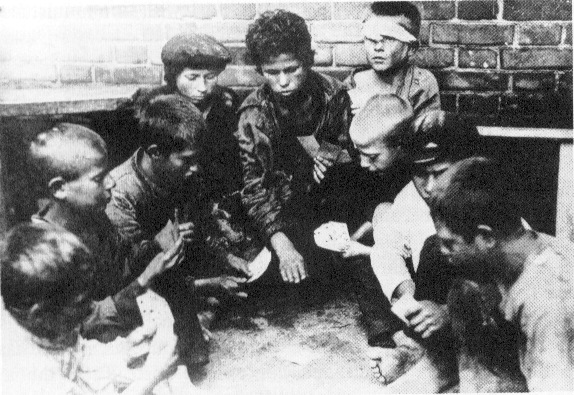
Straatkinderen gedurende de burgeroorlog

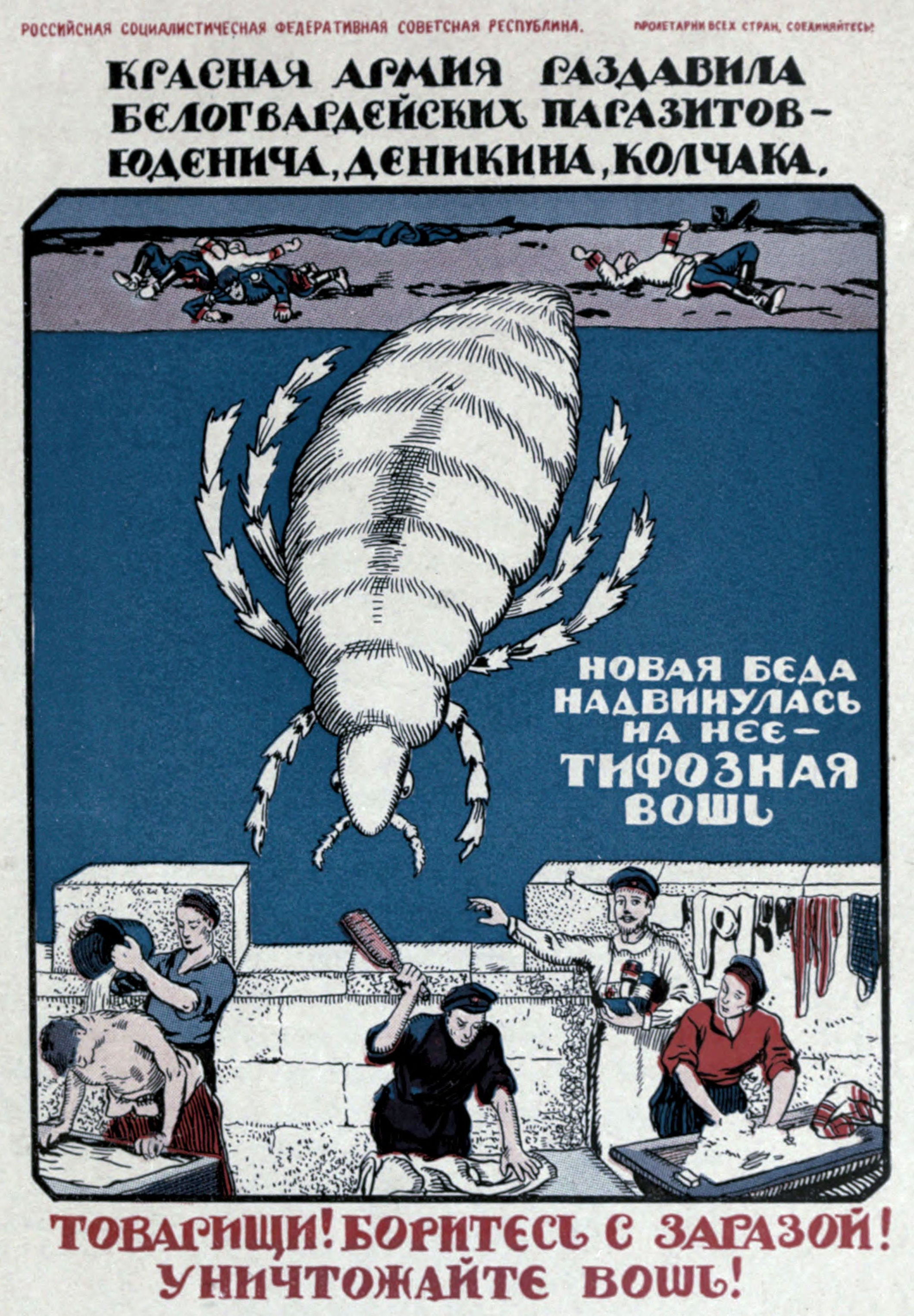
Communistische propagandaposter over het doden van “Witte tyfusgeïnfecteerde luizen”.

In 1922 waren er ongeveer 7 miljoen weeskinderen, waarvan de meesten zich in leven hielden door criminaliteit. Uit een onderzoek uit 1920 bleek dat 80% van de ondervraagde weesmeisjes zich één of meerdere keren hadden geprostitueerd. Het Rode Leger gebruikte weeskinderen als kindsoldaten.
In de steden was er een tekort aan voedsel en brandstof. In vele steden werden bijna alle houten schuttingen en straatbomen omgehakt. In Petrograd werden meer dan 3000 houten huizen gesloopt om als brandstof te dienen. Afval werd niet meer opgehaald door een tekort aan paarden. Er waren grote epidemieën van cholera, vlektyfus en dysenterie. Het sterftecijfer in Petrograd steeg in 1919 tot ongeveer 80 per 1000 inwoners. In de drie jaren na de revolutie van 1917 verloor Moskou 44,5% van haar bevolking en Petrograd zelfs 57,5% van haar bevolking door sterfte en voornamelijk door migratie naar het platteland en het buitenland. In 1918 was de koopkracht nog slechts 24% van die in 1913 en de economie verslechterde verder en eind 1919 was de koopkracht slechts 2% van die in 1913.
De censuur werd ingesteld onder Lenin. De bolsjewieken verboden filosofieboeken van (en over) Plato, Kant, Schopenhauer, Nietzsche en Tolstoj. Qua muziek werd het Requiem van Mozart, Vespers van Rachmaninov en bijna alles van Bach verboden.
Slechts 30% van de mensen die zich hadden aangesloten bij de bolsjewistische partij tussen 1917 en 1920 was in 1922 nog lid van de partij. Naast opzeggingen, sterfgevallen tijdens gevechten en ziektes werd het vooral veroorzaakt door zuiveringen van partijleden. In de zomer 1918 halveerde het partijbestuur het aantal leden en in de lente 1919 werd het ledental teruggebracht tot 46% door het bestuur. In 1921 werd nogmaals besloten om de ranken van de partij te zuiveren. Het ledental werd verlaagd van 650.000 in 1921 naar 350.000 leden in 1924.
Partijleden genoten voorrechten ten opzichte van gewone burgers. In 1918 gaf Lenin opdracht om een apart restaurant te openen in Petrograd exclusief voor partijleden. Partijleden kregen hogere salarissen, speciale rantsoenen, huisvestingsubsidies, toegang tot exclusieve winkels en ziekenhuizen, eersteklas treinvervoer en meer carrièremogelijkheden. De bolsjewieken die woonden in het Kremlin hadden toegang tot 2000 huishoudelijke medewerkers. Het budget voor de voorzieningen in het Kremlin van Moskou, dat alleen bestemd was voor hoge partijmedewerkers was in 1920 hoger dan de gehele steun aan de armen in Moskou. In 1918 kreeg Lenin het landgoed Gorki Leninskiye. Steekpenningen moesten vaak betaald worden door de bevolking voor alcohol, brandstof, huisvesting en vergunningen. Tussen 1917 en 1920 steeg het aantal regeringsfunctionarissen van 576.000 tot 2,4 miljoen. In 1921 was het aantal bureaucraten tien keer zo groot als tijdens het hoogtepunt van bureaucratie in het Keizerrijk.
Eric Hobsbawm, Brits geschiedkundige en schrijver, vergelijkt de omwenteling met de islamitische veroveringen in de zevende eeuw na Christus. De gevolgen van deze revolutie waren op de geschiedenis van de twintigste eeuw enorm. Dertig tot veertig jaar na de gebeurtenissen leefde een derde van de mensheid onder dictatoriale regimes die een afspiegeling waren van het bewind van de Communistische Partij van de Sovjet-Unie.
De hieropvolgende periode 1922 - 1938 werd beheerst door de massale zuiveringsacties van Stalin, waarbij ook vele prominente mede-revolutionairen uit de begintijd werden geëlimineerd, soms via grote showprocessen, culminerend in de Grote Zuivering (1936-1938).